# Cultura de Italia

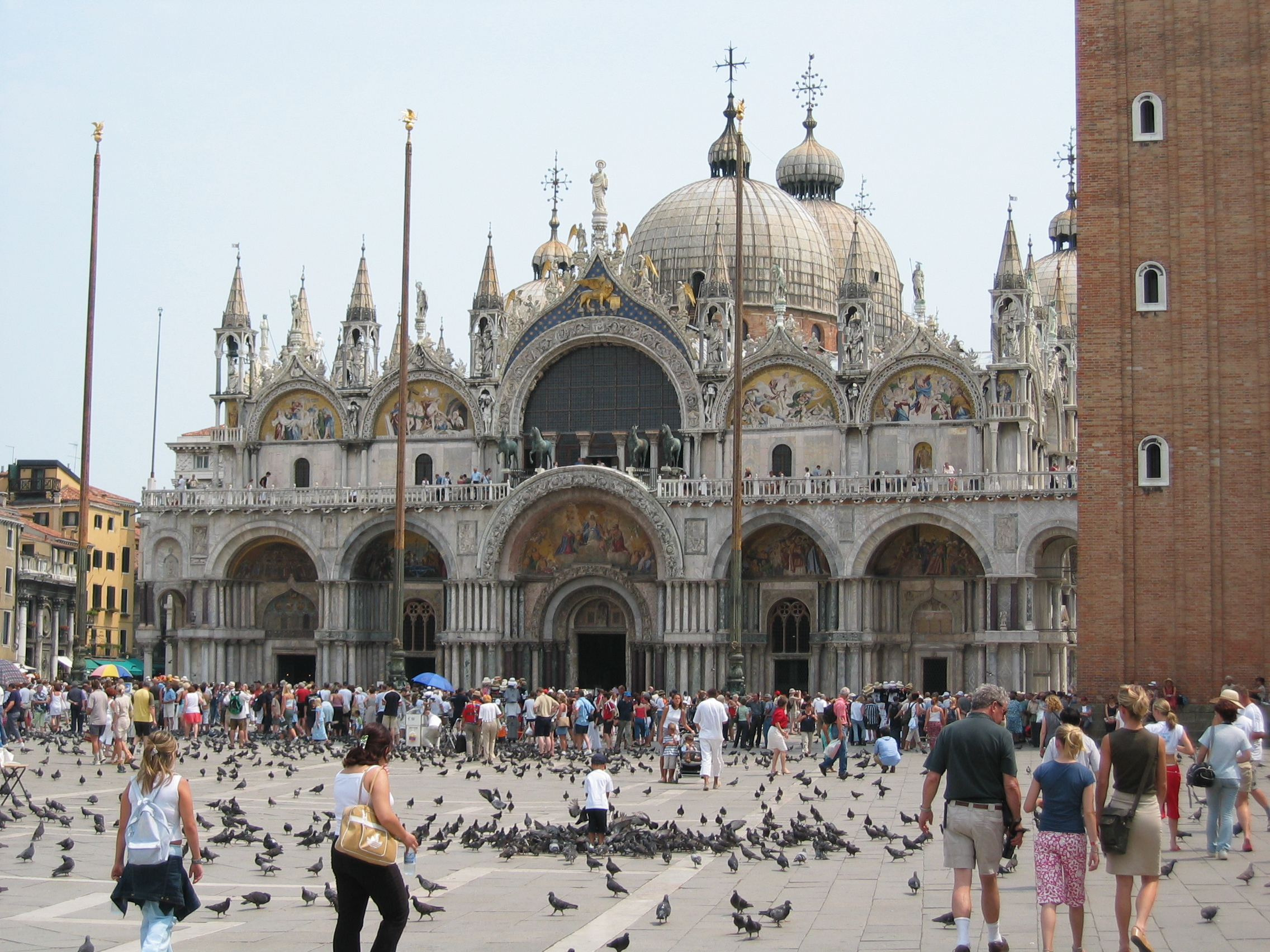
Uno de los símbolos de la cultura en Italia: la Basílica de San Marcos en Venecia

La cultura italiana es el conjunto de las manifestaciones culturales producidas en territorio italiano. Italia es reconocida por su arte, su cultura y sus numerosísimos monumentos, entre ellos la torre de Pisa y el Coliseo romano; así como por su gastronomía (platos italianos famosos son la pizza, la pasta, el risotto y el gelato), su vino, su estilo de vida, su pintura, su diseño, cine, teatro, literatura y música, en particular, la ópera. Todo esto ha creado una gran cultura.
Italia es considerada la cuna de la civilización occidental y una superpotencia cultural.

## El Renacimiento
El Renacimiento italiano inició la era del Renacimiento, un período de grandes logros y cambios culturales en Europa que se extendió desde fines del siglo XIV hasta alrededor de 1690, constituyendo la transición entre el Medioevo y  Europa moderna.
Aunque los orígenes del movimiento confinado principalmente a la cultura literaria, el esfuerzo intelectual y el mecenazgo pueden rastrearse hasta inicios del siglo XIV. Muchos aspectos de la cultura italiana permanecían en su estado medieval y el Renacimiento no se desarrolló totalmente hasta fin de siglo.
La palabra Renacimiento (Rinascimento en italiano) tiene un significado explícito, que representa el renovado interés del período en la cultura de la antigüedad clásica, luego de lo que allí mismo se etiquetó como la "edad oscura" (o "Edad Media"). Estos cambios, aunque significativos, estuvieron concentrados en las clases altas, y para la gran mayoría de la población la vida cambió poco en relación con la Edad Media. 
El renacimiento italiano comenzó en Toscana, con epicentro en las ciudades de Florencia y Siena. Luego tuvo un importante impacto en Roma, que fue ornamentada con algunos edificios en el estilo antiguo, y después fuertemente reconstruida por los papas del siglo XVI. La cumbre del movimiento se dio a fines del siglo XV, mientras los invasores extranjeros sumían a la región en el caos. Sin embargo, las ideas e ideales del renacimiento se difundieron por el resto de Europa, posibilitando el Renacimiento nórdico, centrado en Fontainebleau y Amberes, y el renacimiento inglés. 
El renacimiento italiano es bien conocido por sus logros culturales. Esto incluye creaciones literarias con escritores como Petrarca, Boccaccio, Castiglione, y Maquiavelo, obras de arte de Miguel Ángel, Leonardo da Vinci, Rafael, Bramante, Donatello, Sandro Botticelli, Brunelleschi, Masaccio y Leon Battista Alberti, y grandes obras de arquitectura, como la Iglesia de Santa María del Fiore en Florencia y la Basílica de San Pedro en Roma.

## Las Bellas Artes en Italia

### Pinturas

#### Pintura de la antigua Roma

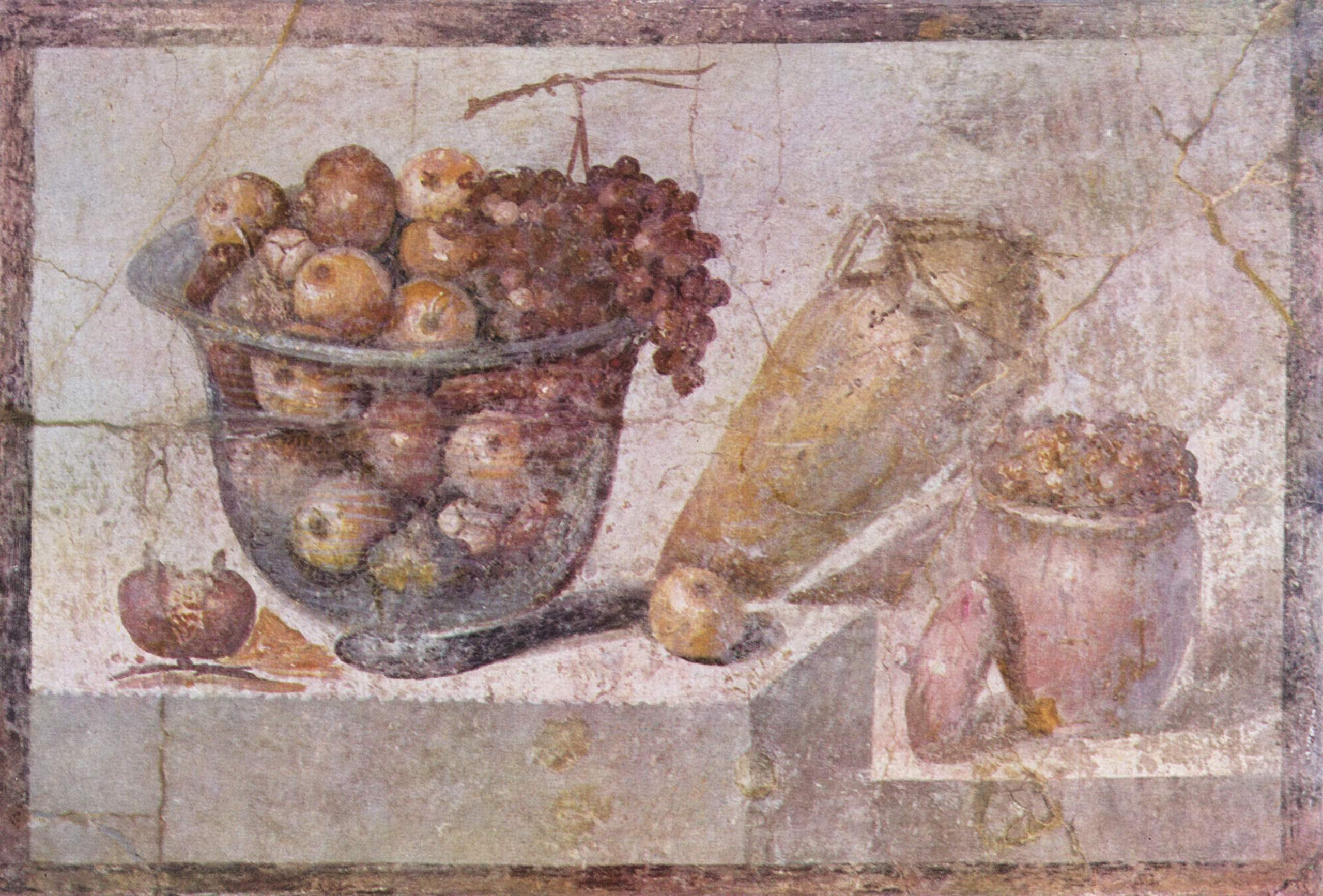
Fresco hallado en Pompeya

Los orígenes de la pintura romana se confunden con los de su escultura y de tal modo se hallan en el arte helenista que aún los ejemplares que de él se conservan, sobre todo, los mejores, se atribuyen hoy a mano griega si bien la escuela llegara por fin a romanizarse. Los procedimientos usados en esta pintura debieron ser el encausto, el temple y el fresco. Sus géneros, el decorativo de vajillas y muros y el histórico y mitológico en los cuadros murales. Y aunque los descubiertos hasta el presente ofrecen más que todo un carácter decorativo llegan a ser verdaderas composiciones pictóricas y se juzga con fundamento que hubo también otros de pintura independiente a semejanza de los actuales de tabla o de caballete. Se cultivaron con dicho carácter decorativo mural el paisaje, la caricatura, el retrato, los cuadros de costumbres, las imitaciones arquitectónicas y las combinaciones fantásticas de objetos naturales constituyendo con estas últimas el género que los artistas del Renacimiento llamaron grutesco, hallado en las antiguas Termas de Tito y que sirvió al célebre Rafael como fuente de inspiración para decorar las Logias del Palacio Apostólico Vaticano. Destacó también el arte pictórico de la civilización romana en el procedimiento del mosaico, no limitado como hasta entonces, a simples decoraciones de pavimentos sino extendido a cuadros pensiles según lo revelan algunos ejemplares que se guardan en los museos y abrazando en uno y otro caso, asuntos y composiciones históricas. La miniatura sobre pergamino fue otro género que estuvo muy en boga entre los bibliófilos romanos de la época de Augusto, pero de ella no se han descubierto ni se conservan ejemplares anteriores al siglo III de nuestra era.

#### Pintura Renacentista

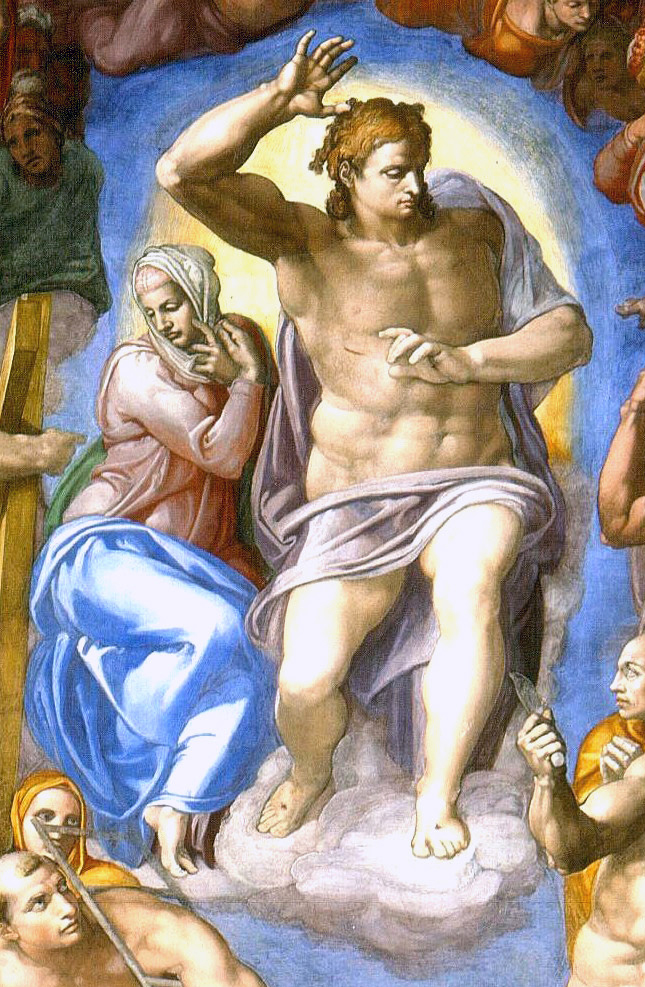

Siguiendo la pintura las evoluciones que siguió el arte escultórico, en los periodos de preparación al renacimiento, llegó a la fase perfecta de éste muy poco después que su precursora la escultura, es decir, durante el siglo XV en Italia y ya entrado el siglo siguiente en los otros países. En general, el siglo XV es de iniciación y los siglos XVI y XVII lo son de apogeo para la pintura del renacimiento clásico. Pero en Italia, se inicia ya la decadencia poco después de mediado el siglo XVI por querer los artistas imitar las obras de los grandes maestros anteriores más bien que inspirarse en el estudio de la naturaleza. La decadencia total en los diferentes países corresponde al siglo XVIII siguiéndole cierta restauración a finales de dicho siglo.

### Escultura

#### Escultura de la Antigua Roma

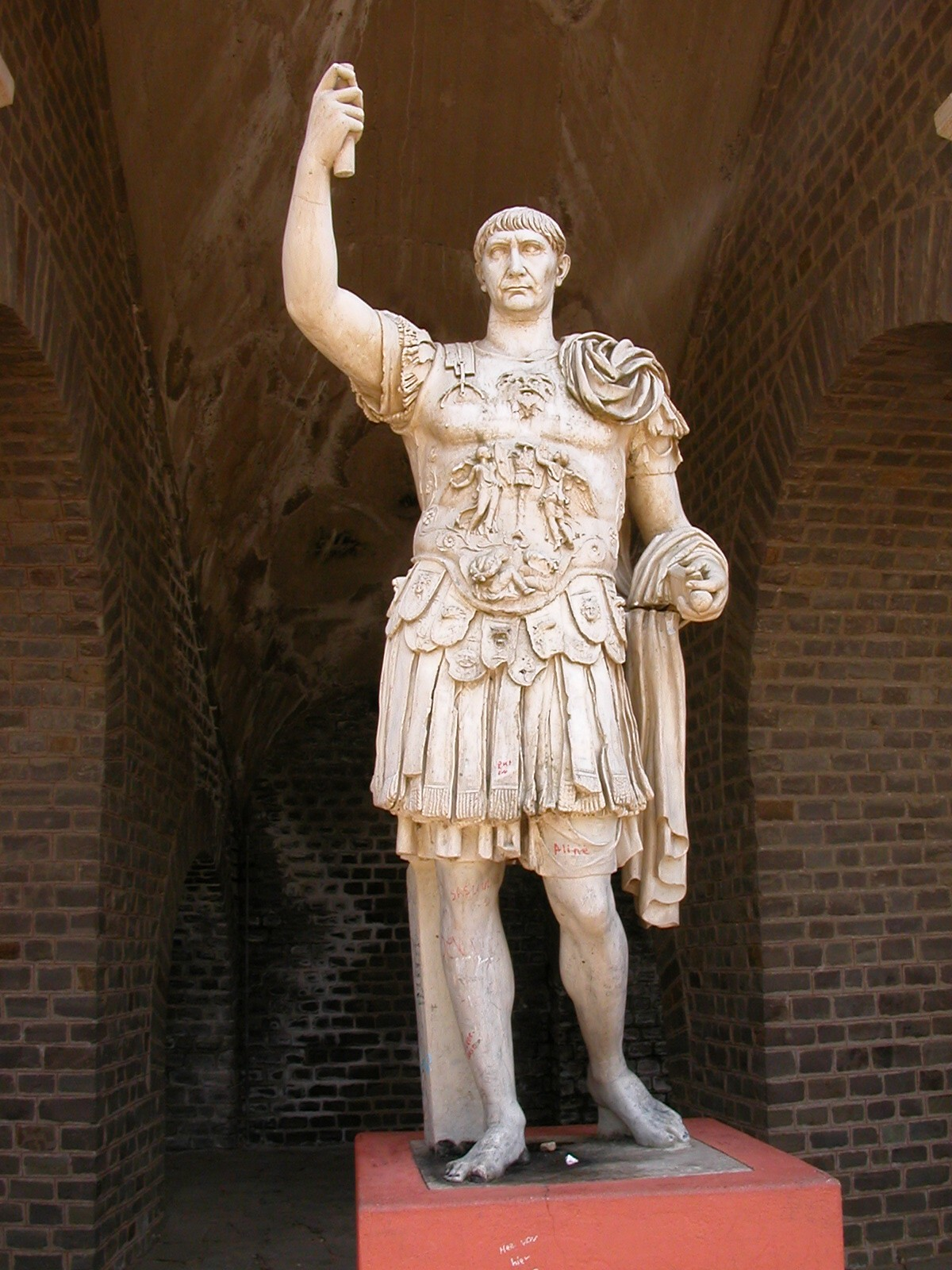
Estatua de Trajano, emperador romano del 98 al 117 a. C.

La escultura en la Antigua Roma, lo mismo que la arquitectura, es original en el espíritu de su finalidad, pero en ella pesan mucho las aportaciones formales etruscas y griegas (helenísticas), siendo de hecho buena parte de la producción escultórica romana copia de originales griegos.
Se conservan muchas esculturas romanas, hechas preferentemente en mármol y en menor medida en bronce u otros materiales (marfil, etcétera), si bien parte de ella está dañada, con partes rotas. Son frecuentes el retrato y el relieve histórico narrativo, en los que los romanos fueron grandes creadores. Hay también muchas esculturas de emperadores romanos.

#### Escultura renacentista

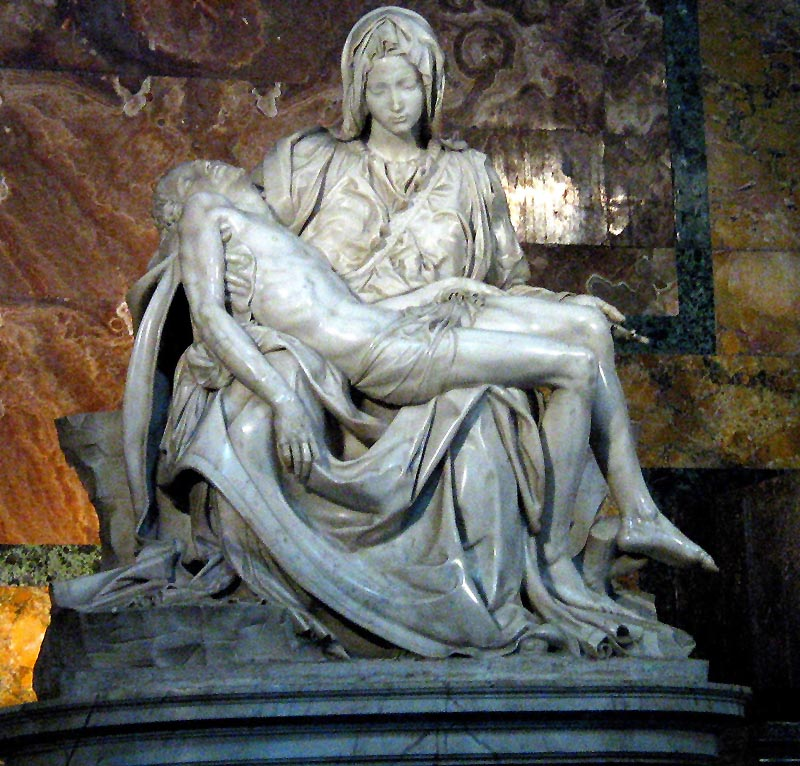

El llamado Renacimiento clásico reconoce por dos principios fundamentales:
- Estudio e imitación de la Naturaleza
- Adopción de las formas y maneras clásicas de Grecia y Roma para la interpretación de la misma Naturaleza en el terreno plástico.

El primero de esos principios constituía la base de la escultura gótica y si no fue seguido con toda fidelidad en muchas de sus obras, se hubiera logrado al fin, dadas las vías de progreso que felizmente recorrió dicha escultura, sin necesidad de acudir a los modelos antiguos de Grecia y Roma cuya imitación desvió el curso del arte cristiano. No cabe duda de que el arte del Renacimiento logró interpretar la Naturaleza y traducirla con libertad y soltura por medio del pincel y el escoplo en gran multitud de obras maestras. Pero en cambio el afán de sus artistas por volver a las formas clásicas de la antigüedad pagana y su mitología no pudo menos que restar inspiración religiosa a la escultura y de hacerla más cultivadora de la forma exterior y del desnudo. Sin embargo, ni todos los escultores que se dicen del Renacimiento se inspiraron directamente en la escultura clásica, aunque participaron del espíritu reinante, ni todas las obras de los que siguieron tales inspiraciones merecen la misma crítica. 

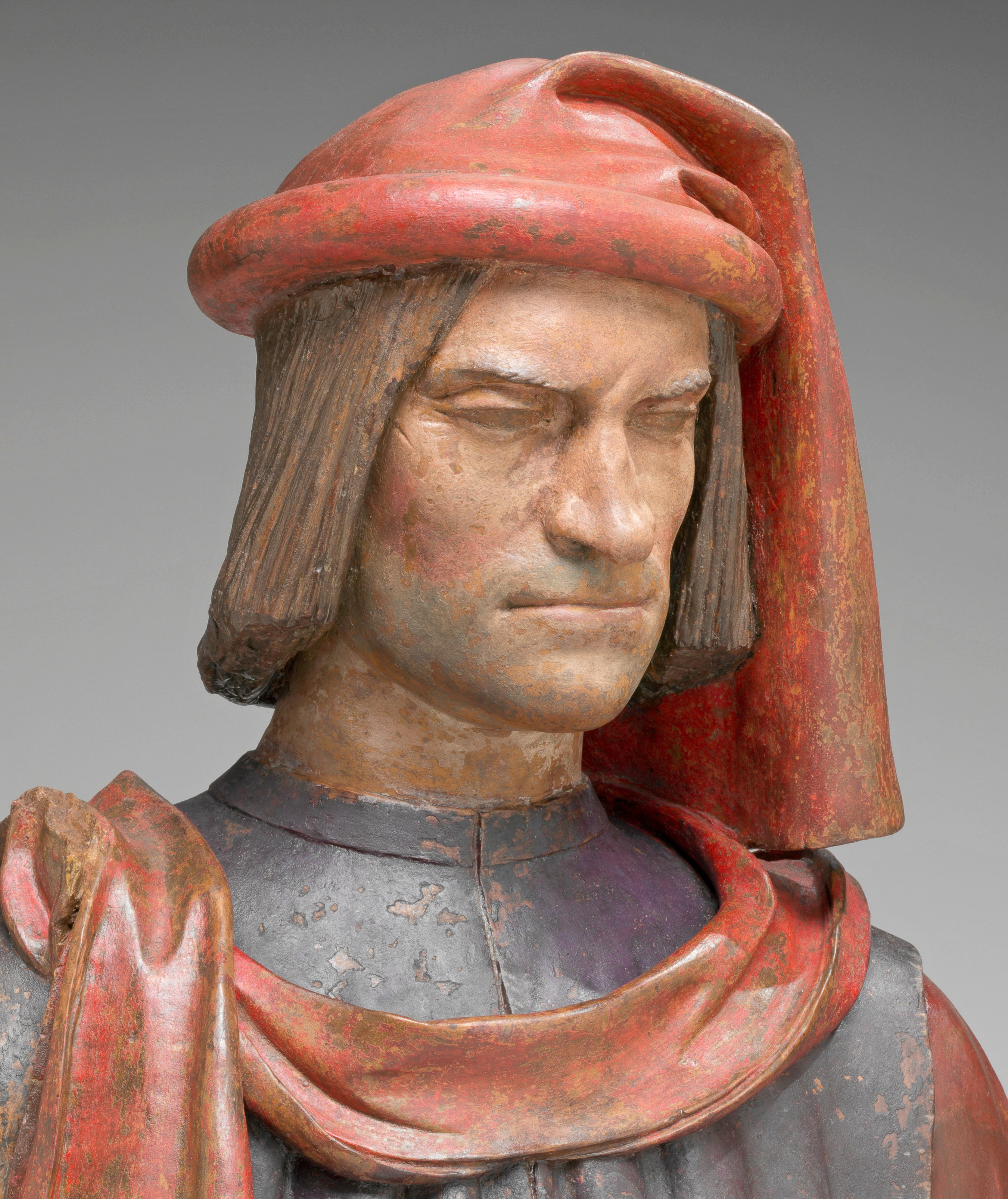
Lorenzo de Medici, por Verrocchio

Ghiberti, Donatello y Lucca de la Robbia con los discípulos del segundo Verrocchio y Pollaiuolo. Todos ellos constituyeron la llamada escuela florentina al mismo tiempo que Jacopo della Quercia formaba en Siena la escuela sienense, de un espíritu parecido al de Florencia.
Ghiberti se distingue por la delicadeza y gracia de sus bellísimos relieves en bronce los cuales tiene la complicación y amplitud figurativa de verdaderas composiciones pictóricas. Su obra típica fueron los cuadros de bronce de asuntos bíblicos en que se dividen las dos magníficas puertas del baptisterio de Florencia dignas de ser las Puertas del paraíso, como decía Miguel Ángel de una de ellas y cuya hermosura y perfección en los detalles eclipsan a las otras dos más antiguas labradas para el mismo baptisterio por Andrés Pisano. Tuvo Ghiberti no pocos imitadores, sobresaliendo entre ellos Juan Antonio de Amadeo, autor de varias labores de escultura en la cartuja de Pavía que fue la cuna o fuente del [[Media:estilo plateresco de España.
Donatello figura en la Historia como el precursor de Miguel Ángel y es, en verdad, un artista independiente, fogoso, realista, vigoroso en las formas, universal en el cultivo de los géneros de arte pero que traducía en mármol y bronce con sin igual expresión todo lo cual chocaba a los individuos extraños. Sus obras más notables]] fueron:
- el San Juan Evangelista de la catedral de Florencia, con varias estatuas en la misma y en su campanile
- el San Jorge de la iglesia de Orsanmichele.

Entre sus discípulos más renombrados se cuentan
- el Verrocchio, autor de David, en Florencia y de la estatua ecuestre de Colleoni en Venecia (ambas de bronce)
- Antonio Pollaiuolo, que labró y adornó con relieves profanos los sepulcros de Sixto IV e Inocencio VIII en San Pedro de Roma

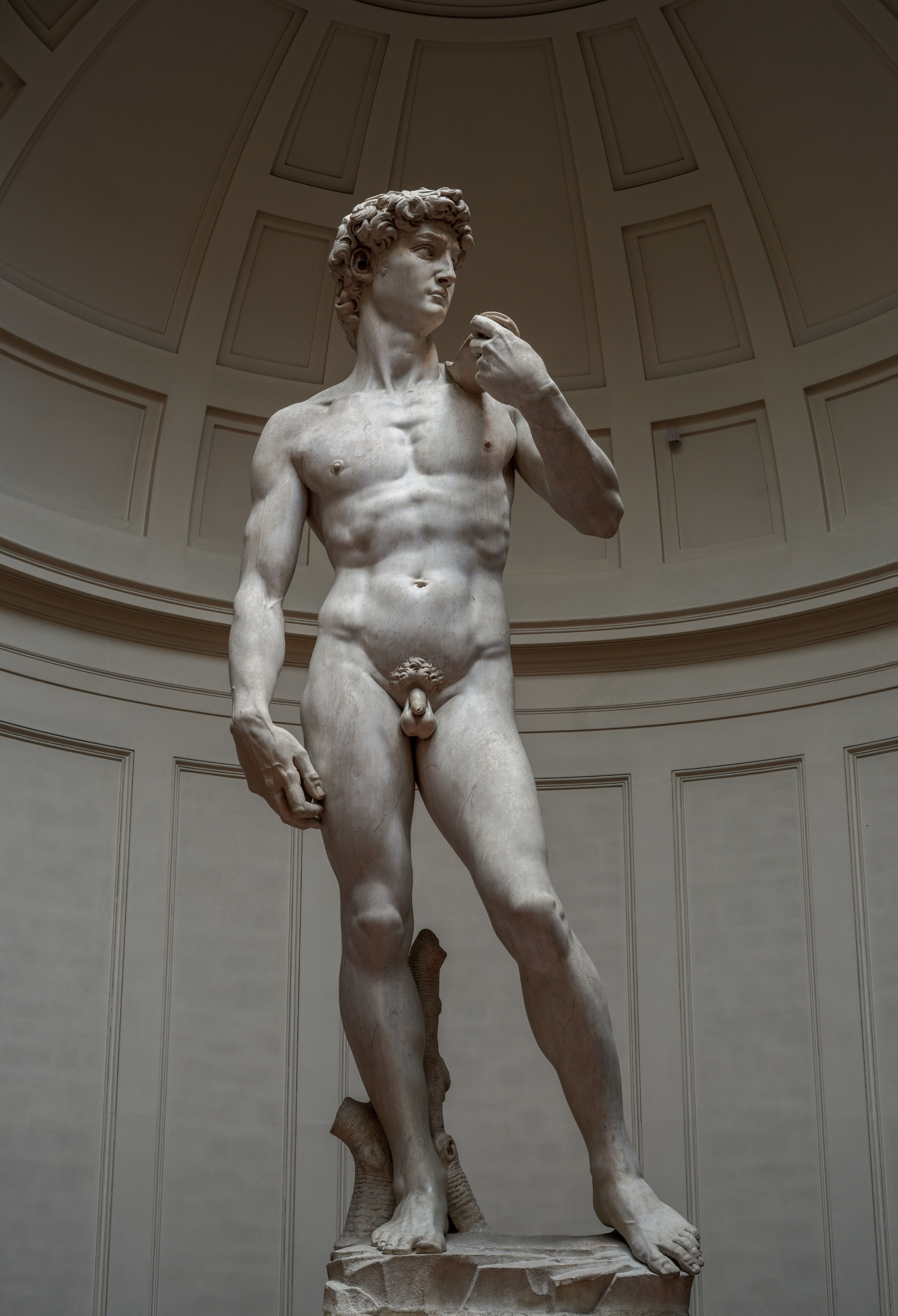
El David de Miguel Ángel

Luca de la Robbia con sus sobrinos Andrés y Juan (hijo de Andrés) componen la familia della Robbia, famosa por sus trabajos esculturales en barro cocido (terra-cotta) policromado y esmaltado. Su estilo se deriva del de Ghiberti y se caracteriza por las formas redondeadas y bellas, la dulzura y suavidad en la expresión y la gracia infantil de las figuras que suelen ser altorrelieves de Madonnas y ángeles. 
El siglo XVI, nos ofrece el Renacimiento en la plenitud de su vida, merced al impulso que recibió de Sansovino y sobre todo de Miguel Ángel, siendo Roma el foco principal de su movimiento. 
Sansovino (su nombre propio es Andrés Contucci) educado entre los artistas florentinos se manifiesta en sus esculturas muy amante de la forma exterior, de la anatomía y del clasicismo, sobre todo, en las estatuas que decoran los mausoleos del cardenal Sforza y del obispo Basso Rovere en la iglesia de Santa María del Popolo, aparte de otras en Florencia y Venecia. 
Miguel Ángel Buonarroti, discípulo también de los florentinos, resume en su persona casi todo el arte escultórico de su época en Italia (años 1475-1564). En los primeros treinta años e su vida conserva su cincel algunas tradiciones del siglo XV produciendo obras moderadas y bellas aunque vigorosas. Y a esta primera época se deben sus ponderadas esculturas de la Madonna y la Piedad con algunos bacos y c cupidos y el David de Florencia. Pero desde el año en que los papas comenzaron a encargarle la construcción de grandiosos monumentos, creó un estilo gigantesco, vigorosísimo, lleno de pasión, independiente y excepcionalmente suyo en las tres Bellas Artes del dibujo. De este género son las esculturas de los sepulcros de los Médicis en la capilla de éstos en Florencia (de Julián y su hermano Lorenzo cuya estatua sedente se conoce con el nombre de Il Pensieroso por su actitud pensativa) y las estatuas que preparaba el artista para el sepulcro del Papa Julio II sobre todo el famoso Moisés que halla en la basílica de San Pedro ad Víncula. 
A esta misma época de apogeo en el estilo renacentista pertenecen:
- Benvenuto Cellini, notable por sus trabajos de orfebrería en repujados y cinceladuras
- Sansovino (Jacobo Tatti), semejante a su homónimo y discípulo de él
- Pietro Torrigiani, émulo de Miguel Ángel
- León y Pompeyo, que trabajaron en España.

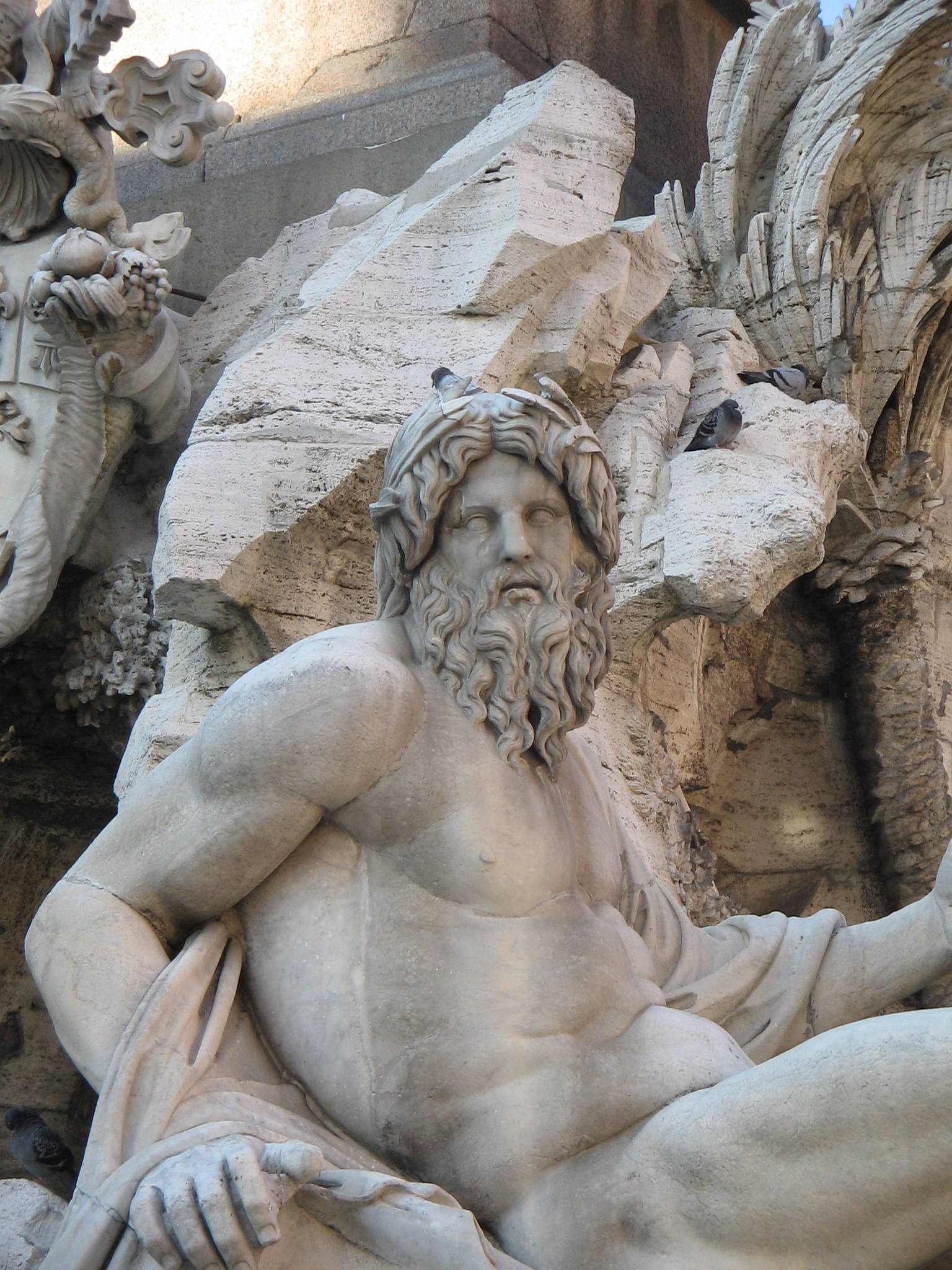
Fuente de los cuatro ríos (detalle), Bernini.

El periodo de la decadencia siguió a las audacias de Miguel Ángel porque sus admiradores quisieron imitarle en lo más arduo sin tener el genio ni la habilidad del maestro. De aquí la exageración en el movimiento de las figuras, las contorsiones en las actitudes, la agitación de la vestimenta y la falta de verdadero naturalismo. A este grupo de escultores pertenecen
- Bernini, cuya más celebrada y mejor obra es El éxtasis de Santa Teresa. Bernini eclipsó a todos los demás y sus múltiples labores ganaron favor y tuvieron gran influencia en Europa durante su siglo. De él son también las más famosas y monumentales fontanas de Roma y las soberbias estatuas de ángeles que adornan el puente del Castillo Sant'Angelo, en la misma ciudad
- Maderno, del que destaca la estatua yacente de Santa Cecilia
- Algardi cuya mejor obra es la estatua sepulcral de Inocencio X

El periodo neoclásico o de restauración greco-romana comienza con el último cuarto del siglo XVIII precediendo -los literatos o humanistas e iniciándose por el escultor Antonio Canova (1757-1822) quien, después de haber trabajado con aceptación en Venecia, se estableció en Roma y gozó de gran popularidad y del favor de los papas y príncipes de su época. Su estilo pretende llegar a la perfecta imitación de los grandes maestros griegos. Pero se le tilda de frío o escaso de expresión, en medio de su elegancia, corrección y nobleza. Obras suyas fueron los monumentos sepulcrales de Clemente XIII, Clemente XIV y Pío VI y otra multitud de esculturas mitológicas, religiosas y retratos de personajes. Con él forman coro fuera de Italia como principales maestros:
- Chaudet, en Francia
- Dannéker en Alemania
- Flaxman en Inglaterra
- Thorwaldsen en Dinamarca, el más destacado de todos y notable por sus bajorrelieves que representan el Triunfo de Alejandro, de sabor puramente clásico y por el mausoleo de Pío VII en San Pedro de Roma

### Música

#### Ópera

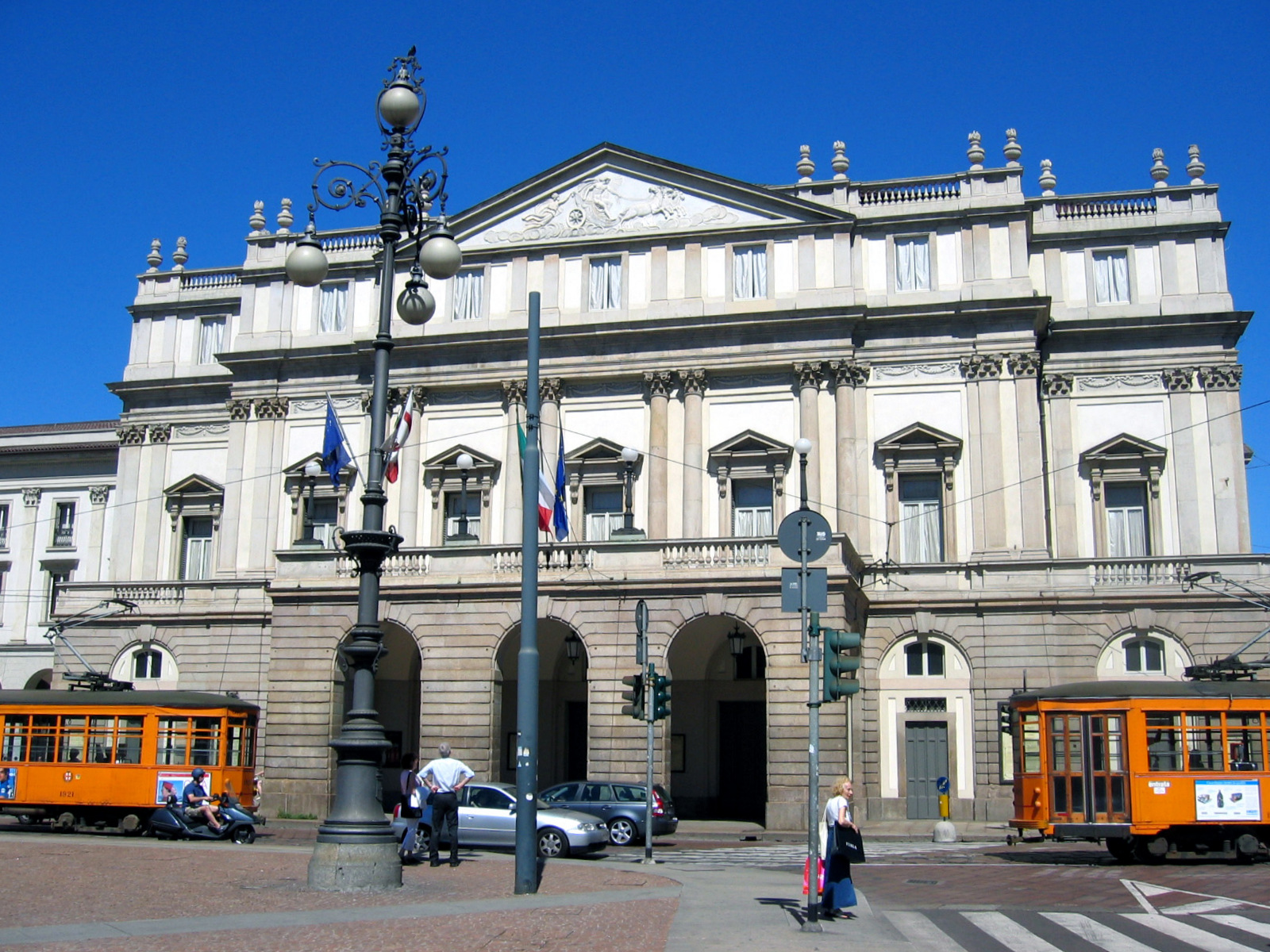
El Teatro de La Scala en Milán es uno de los teatros de ópera más importantes de Italia y del mundo

La primera obra considerada una obra, en el sentido comúnmente entendido, data aproximadamente del año 1597. Esta fue Dafne, (obra actualmente desaparecida) escrita por Jacopo Peri para un círculo de humanistas letrados florentinos conocidos como la Camerata de Bardi de Dafne fue un intento por revivir la tragedia griega clásica, como parte de la amplia reaparición de la antigüedad que caracterizó al Renacimiento. Un siguiente trabajo de Peri, Eurídice, que data del año 1600, es la primera ópera que haya sobrevivido hasta la actualidad. No obstante, el uso del término ópera se inicia cincuenta años después, a mediados del siglo XVII para definir las piezas de teatro musical, a las cuales se les refería hasta ese momento con formulaciones universales como dramma per musica ('drama musical') o favola in musica ('fábula musical'). Diálogo hablado o declamado, llamado "recitativo" en la ópera, acompañado por una orquesta o por una escueta línea de bajo, es la característica fundamental del melodrama, en el sentido original.
La ópera no se mantuvo confinada a audiencias cortesanas. En el año 1637 en Venecia emergió la idea de una "temporada" de óperas de asistencia abierta a todo público, financiada por la venta de entradas. Influyentes compositores de ópera del siglo XVII incluyen a Francesco Cavalli y Claudio Monteverdi, cuyo Orfeo (1607) es la ópera más antigua que todavía se representa hoy en día. Una siguiente obra de Monteverdi, Il Ritorno d'Ulisse in Patria (1640), también es conocida como una obra muy importante de los inicios de la ópera. En estas primeras óperas barrocas, se combinaba la comedia con elementos trágicos de una manera tal que desprendía una amplia sensibilidad, lo que inició el primero de muchos movimientos reformistas de la ópera, el cual fue asociado con el poeta Pietro Trapassi, conocido como Metastasio, cuyos libretos contribuyeron a cristalizar el tono moralista de la ópera seria. La comedia en la ópera barroca estaba reservada para la ópera bufa, en una tradición en desarrollo separado que, en parte, se derivó de la comedia del arte.
La ópera italiana estableció el estándar. Los libretti italianos fueron la norma, incluso para compositores alemanes como Händel que escribía para audiencias londinenses, o Mozart en Viena, cerca de finales del siglo XVIII.

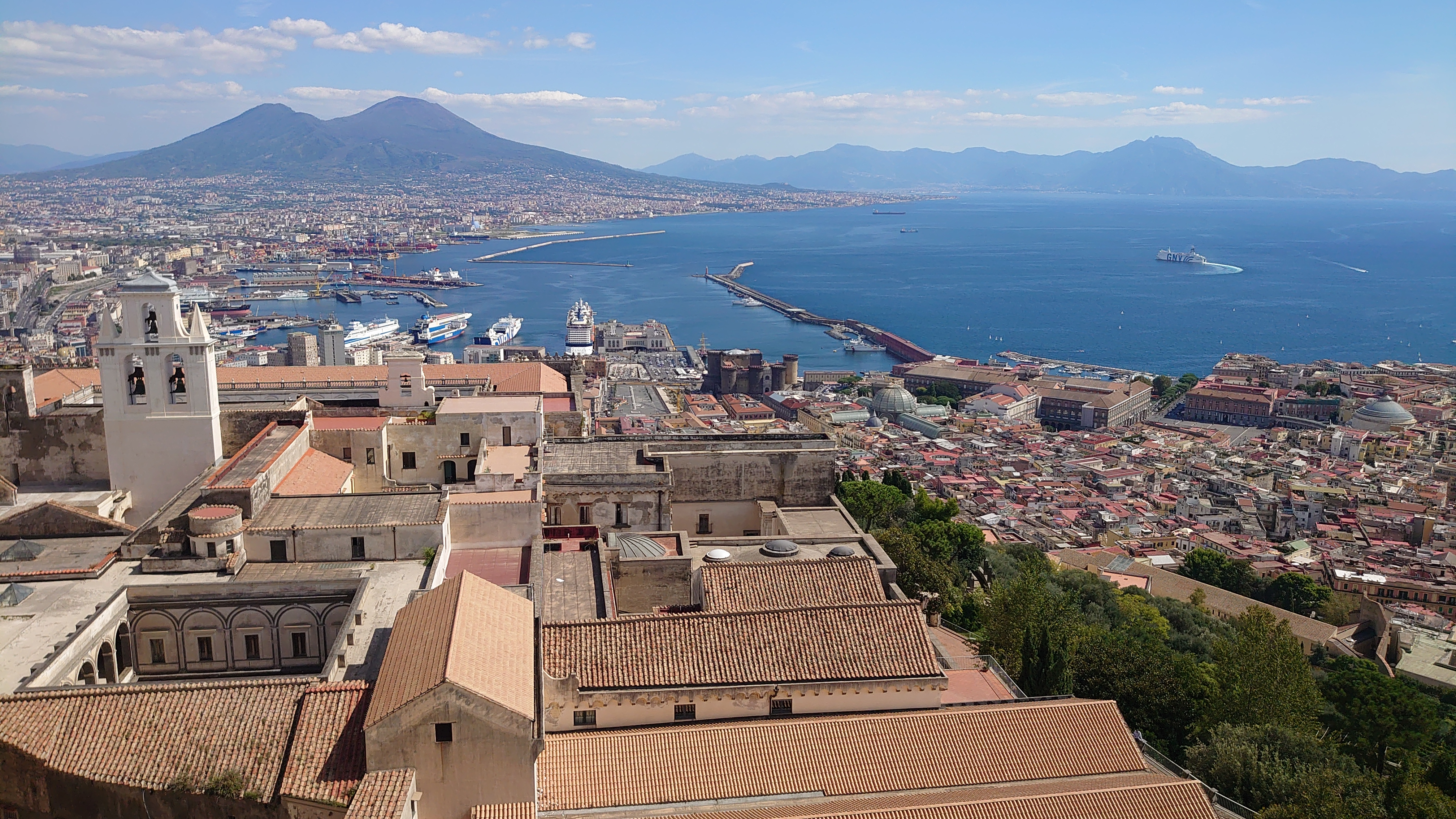
La ciudad de Nápoles

#### La canción napolitana
La canción napolitana es un género particular de Nápoles y su región. Con raíces en la música popular, conoció un gran auge durante el siglo XIX y buena parte del siglo XX. Algunas de sus piezas son famosas mundialmente, como 'O sole mio o Funiculì, funiculà.

### Arquitectura

#### Arquitectura de la Antigua Roma

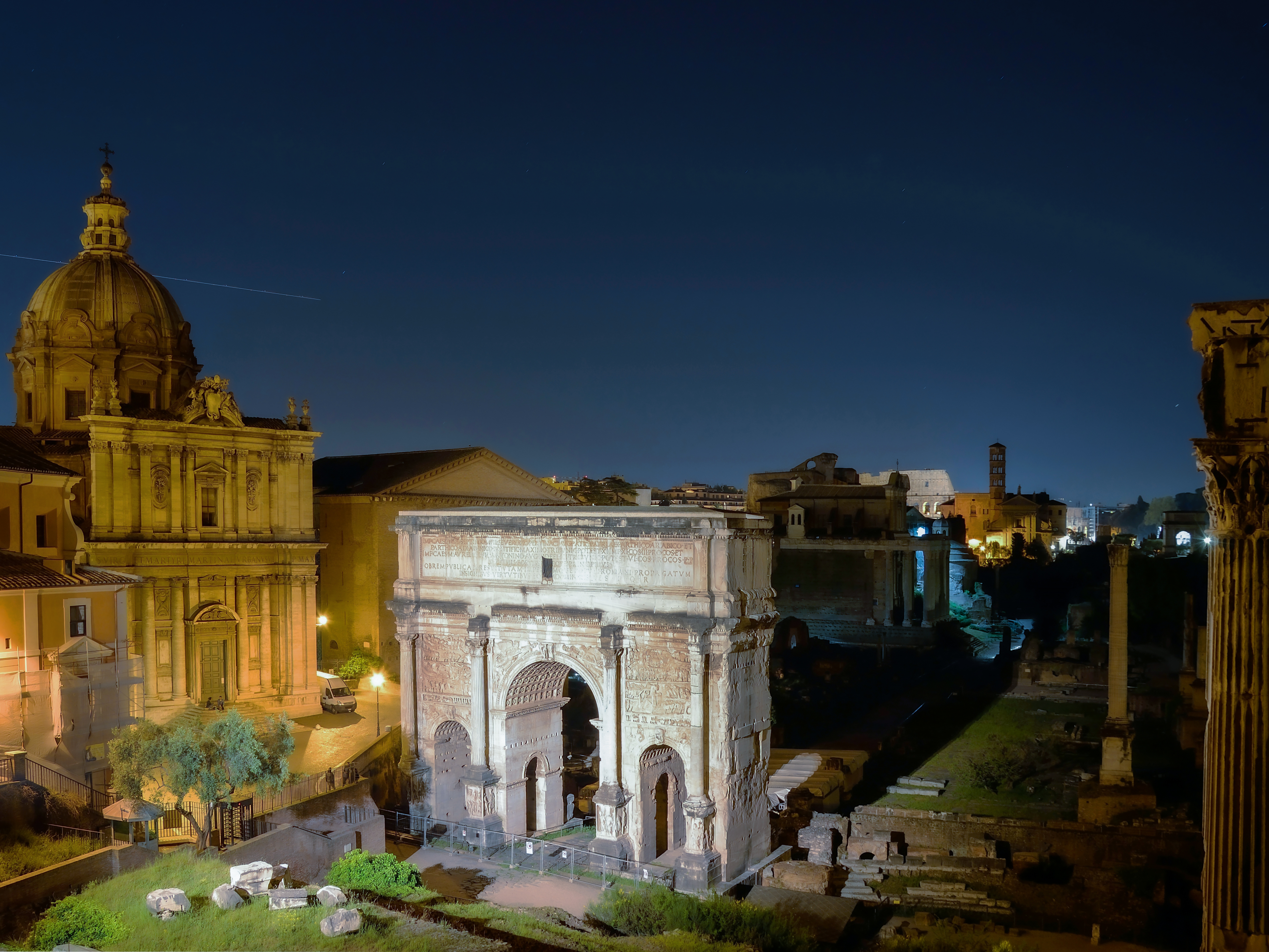
Arco de Septimio Severo.

La arquitectura romana es probablemente un testimonio significativo de la civilización romana. Se caracteriza por lo grandioso de las edificaciones, y su solidez que ha permitido que muchas de ellas perduren hasta nuestros días. La organización del Imperio romano normalizó las técnicas constructivas de forma que se pueden ver construcciones muy semejantes a miles de kilómetros unas de otras.
La arquitectura de Roma tiene su origen en la etrusca, sumada a influjos de la griega, sobre todo después de las guerras púnicas (146 a. C.) y por lo tanto, presenta rasgos de ambas. Hoy se hace datar la arquitectura romana de la fecha en que se construyeron la primera vía (Vía Appia) y el primer acueducto (Aqua Appia), año 312 a. C. Por esta época y durante las conquistas de Roma en Sicilia y en la misma Grecia, los generales romanos solían llevarse como trofeo de sus victorias gran cantidad de objetos artísticos. Por otro lado, los artistas griegos y etruscos, atraídos por el poder económico de la señora del Mediterráneo, llevaron a Roma el gusto e incluso la pasión por las Bellas Artes y en estas escuelas formaron sus artistas propios. 

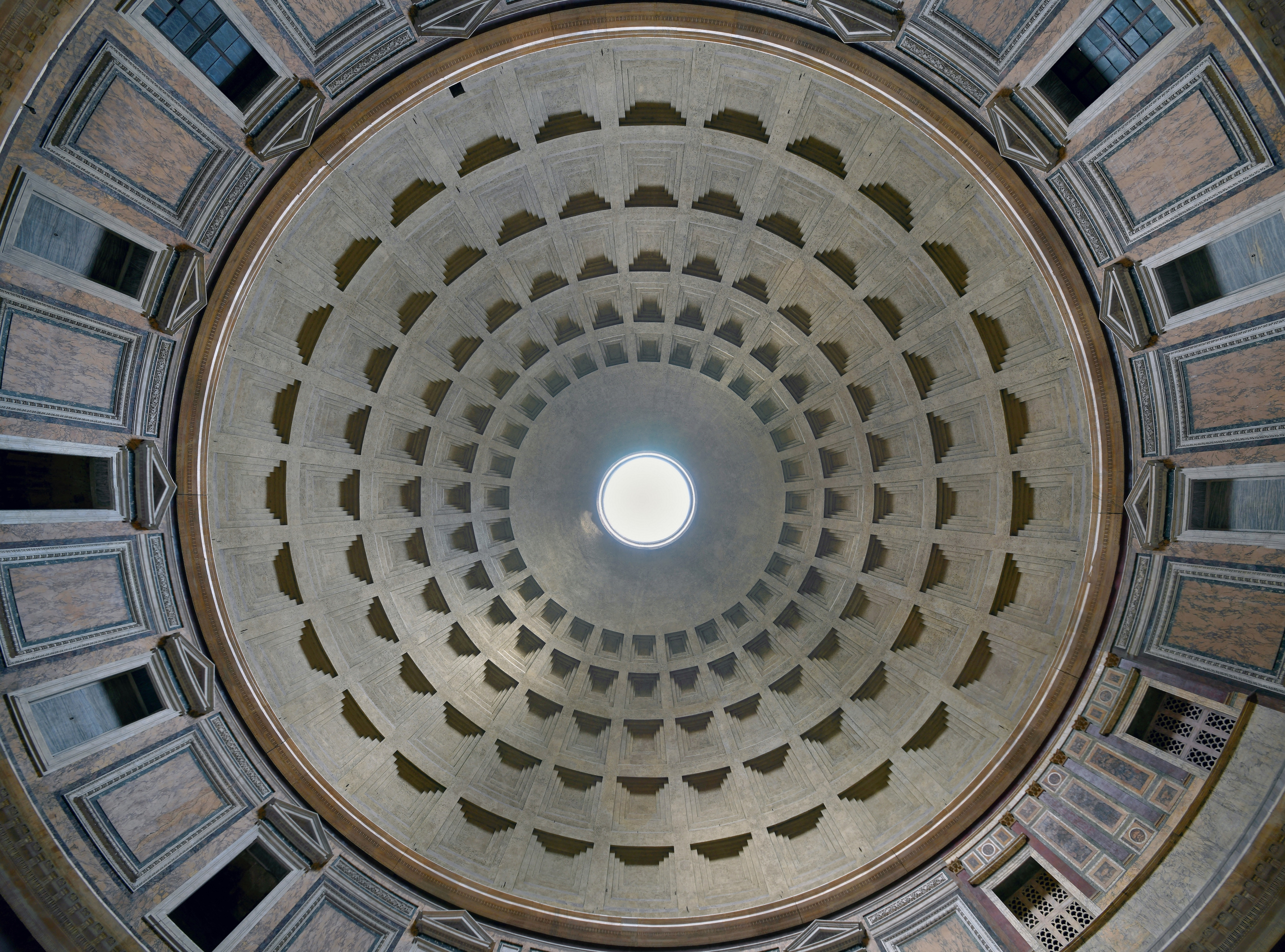
Cúpula del Panteón de Agripa.

Los elementos más significativos de la arquitectura romana son la construcción abovedada y el empleo de un primitivo hormigón.
Los romanos emplearon profusamente el arco y la bóveda. Ésta no se forma con dovelas de piedra aparejada (salvo en algunas construcciones asiáticas), como se disponía en la bóveda etrusca, sino de una masa confeccionada con puzolana y cascajo. Las bóvedas solían tener gruesos arcos de ladrillo, ya paralelos, ya diagonales pero embebidos en la bóveda misma, que servían como sujeción provisional y como refuerzo interior de la bóveda. Un ejemplo soberbio es la cúpula del Panteón de Agripa en Roma.
Los romanos, no sólo construyeron bóvedas de cañón y cúpulas, sino rudimentarias bóvedas de arista y de crucería. Pero estas últimas debieron usarse con poca frecuencia fuera del Imperio de Oriente pues sólo se conocen las de las Termas de Caracalla y las de la Basílica de Majencio en la cual se advierte un sistema de contrarrestos interiores aplicados a la bóveda. También empezaron a aparecer en la arquitectura romana los capiteles historiados que tanto se hicieron en la Edad Media, pues de ellos se han descubierto algunos ejemplares en Pompeya y otros sitios.
Los edificios romanos, según su uso, podían ser muy sobrios o muy suntuosos. Puentes y acueductos son austeros y funcionales, mientras que templos y palacios son lujosos y monumentales, con un claro fin representativo. Las edificaciones más nobles se revestían de piedra formando órdenes, que no reflejaban la estructura interior real. Se decoraban los muros de los edificios suntuosos con pinturas y los pavimentos con mosaicos.

#### Arquitectura renacentista

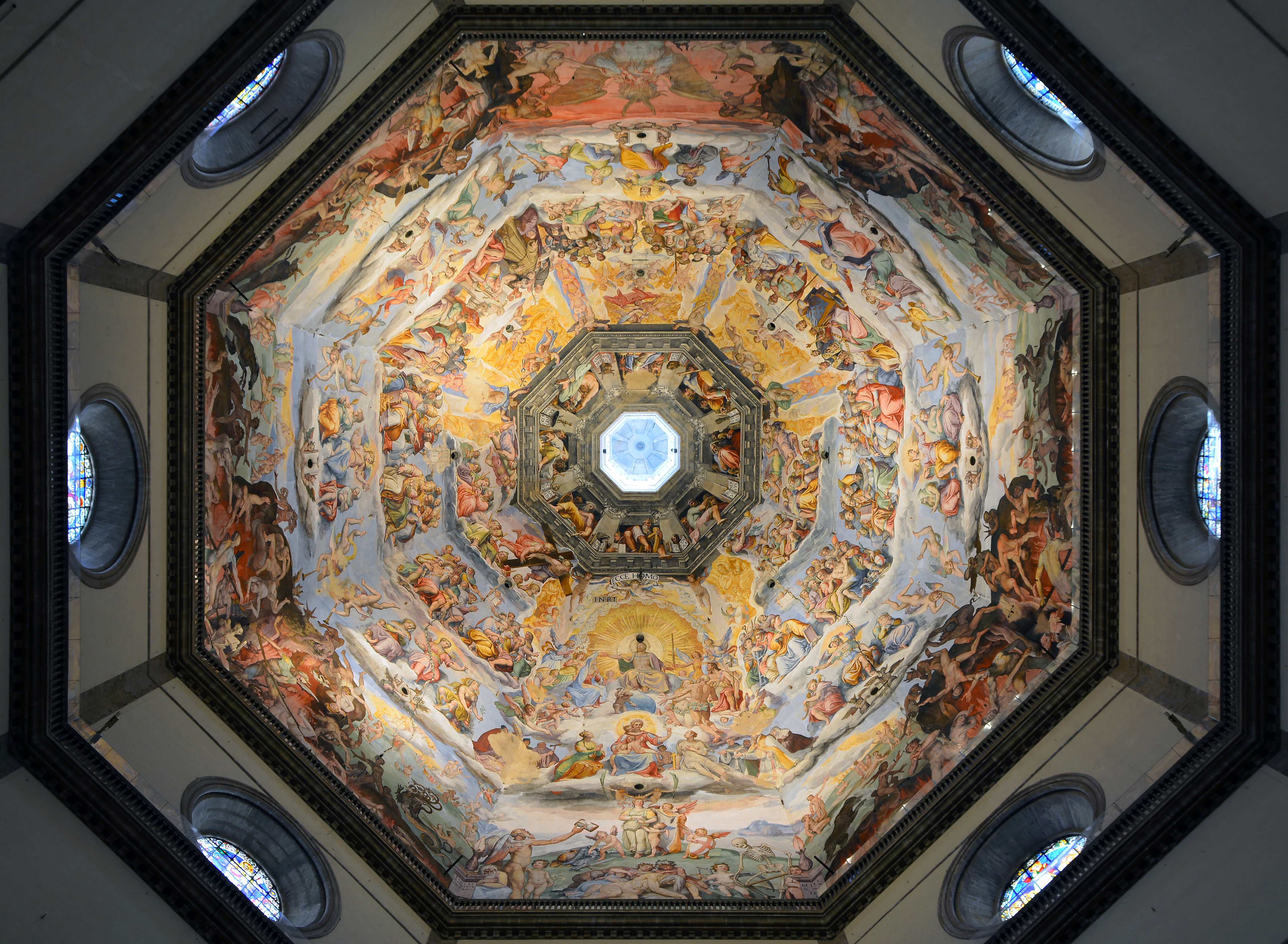
Interior de la cúpula de la Catedral de Santa Maria del Fiore en Florencia.

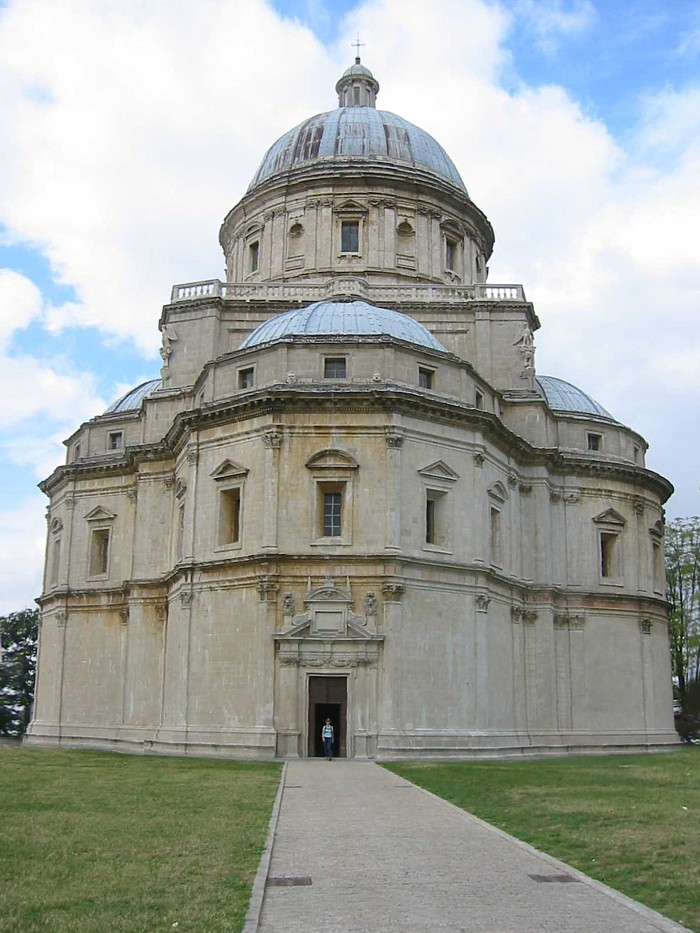
Santa Maria della Consolazione en Todi, iglesia de planta central del Renacimiento.

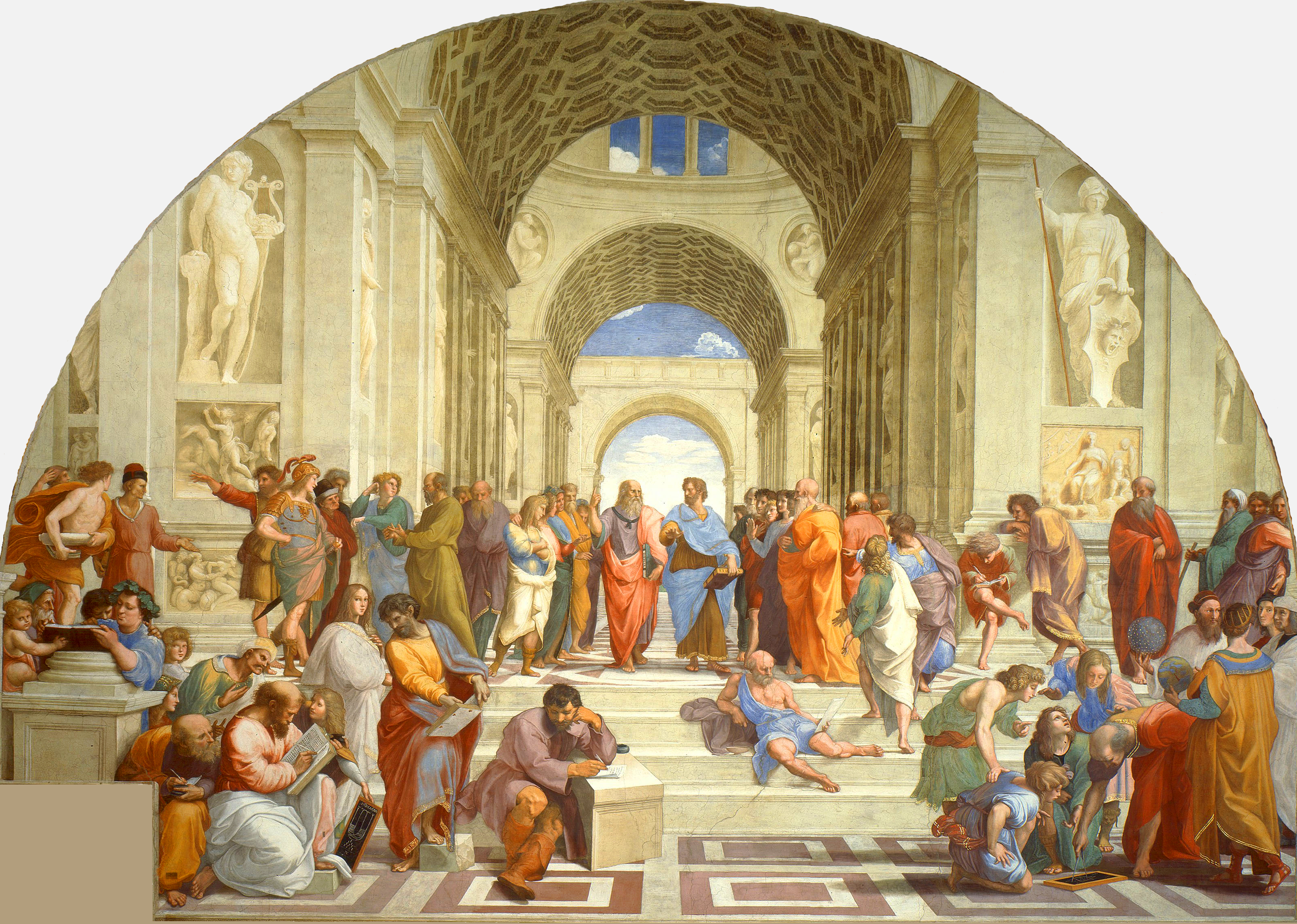
La Escuela de Atenas, de Rafael Sanzio es una obra que sirve de ejemplo de la relación del Renacimiento con el humanismo y el Clasicismo.

Arquitectura del Renacimiento o renacentista es aquella producida durante el período artístico del Renacimiento europeo, que abarcó los siglos XIV, XV y XVI. Se caracteriza por ser un momento de ruptura en la Historia de la Arquitectura, en especial con respecto al estilo arquitectónico previo: El Gótico.
Produce innovaciones en diferentes esferas: tanto en los medios de producción como en el lenguaje arquitectónico, que se plasmó en una adecuada y completa teorización.
Otra de las notas que caracteriza este movimiento es la nueva actitud de los arquitectos, pasando de ser artesanos a verdaderos profesionales, marcando en cada obra su estilo personal. Las grandes catedrales góticas son en su mayoría anónimas, sin embargo las grandes obras renacentistas están todas firmadas. Inspiraron su labor en su interpretación propia de la Antigüedad clásica, en particular en su vertiente arquitectónica, que consideraban modelo perfecto de las Bellas Artes.
También es un momento en que las Artes manifiestan un proyecto de síntesis e interdisciplinariedad bastante compacto, no considerándose como elementos independientes, sino subordinados a la Arquitectura.
La Arquitectura del Renacimiento estuvo bastante relacionada con una visión del mundo durante ese período sostenida en dos pilares esenciales: El clasicismo y el humanismo.
La recuperación del ideario de la arquitectura clásica, introducida por la cultura del Renacimiento, debió necesariamente trascender de la mera observación de la realidad. La arquitectura producida por los artistas renacentistas, humanistas en general, procuraban mantener una imagen erudita y literaria, más allá de la mera reproducción de las ruinas greco-romanas. Los arquitectos creaban siempre en busca de un modelo ideal, en detrimento de los modelos existentes (con gran número de ruinas en especial en Italia). Estos modelos ideales o idealizados fueron sistematizados y plasmados de forma teórica, en lo que dará origen a los tratados de Arquitectura clásica de la época.
Sin duda, para la creación del modelo teórico, la observación de las ruinas fue la inspiración predominante de los primeros arquitectos renacentistas italianos, pero a medida que el Renacimiento evolucionaba, los estudiosos, pasarán, sistemáticamente, de ofrecer o recuperar los cánones y obras técnicas del clasicismo a redactar sus propios tratados del estilo, que aunque basados en el clasicismo, llegan a ser efectivamente anti-clásicos.

#### Arquitectura barroca
La génesis de la arquitectura barroca se inicia en Italia, con figuras tan determinantes como Gian Lorenzo Bernini y Francesco Borromini. En este período se crean monumentos como la Plaza de San Pedro, Iglesia de Sant'Andrea en el Quirinal, la Fontana de Trevi y la Iglesia de San Carlo alle Quattro Fontane.

##### La influencia del Papado

###### Urbano VIII
1623 fue un año crucial para la suerte de Roma, también desde el punto de vista artístico. Maffeo Barberini fue elegido papa con el nombre de Urbano VIII, un pontífice ambicioso, amante de las artes y gran admirador de Bernini. Le consideraba el artista ideal para realizar sus proyectos urbanísticos y arquitectónicos, para dar forma y expresión a la voluntad de la Iglesia de representarse a sí misma con fuerza triunfante, a través de obras espectaculares, con un marcado carácter comunicativo, persuasivo y celebrativo.
El primer encargo de Bernini fue, en 1623, la estatua de Santa Bibiana, en la Iglesia de Santa Bibiana en Roma, que incluía el proyecto de la fachada y una estatua de la santa en un momento de éxtasis. Aquí se da un giro hacia una mayor expresividad, con efectos acentuados de claroscuro, que dialogan con la pintura de Pietro da Cortona, otro protagonista del barroco romano.
La asociación artística de Urbano VIII con su artista predilecto, culminará en la Basílica de San Pedro: la basílica surgida sobre el lugar del martirio del apóstol San Pedro, que representaría el renacimiento de la Iglesia y su reivindicación moral y espiritual tras la crisis del siglo anterior.
El papa deseaba que el nuevo altar estuviese cubierto por un enorme baldaquino de bronce, construido entre los años 1624 y 1633, y coronado con el emblema barberiano. Se apoya en cuatro gigantescas columnas salomónicas, que acaban en volutas y racimos naturalísticos. Se inspiraba en baldaquinos provisionales utilizados durante la cuaresma u otras fiestas, pero esta vez plasmado en bronce de forma permanente.
En 1627 comienza la construcción del Sepulcro de Urbano VIII, terminado con varios años de retraso. Fue colocado en posición simétrica respecto al de Pablo III, el papa del Concilio de Trento, donde inició la reforma que el actual papa reclamaba haber concluido. Está inspirado en la Tumba Médicis de Miguel Ángel, con la estatua del papa en lo alto. La mayor innovación es que la muerte aparece representada como un esqueleto que rinde honores a la figura del papa. 
En 1630 comienzan las obras del Palacio Barberini, comenzadas por Carlo Maderno. Contó con la colaboración de Francesco Borromini, que pronto se convertirá en su rival.

###### Inocencio X
En 1644 comienza el papado de Inocencio X, mucho más austero por la crisis económica de los Estados Pontificios tras el tratado de Westfalia. Ese mismo año sufriría la demolición del campanario de la fachada de la basílica de San Pedro, por problemas de estabilidad. Sus detractores le acusaron de incompetencia técnica, mientras el papa le daba su apoyo. Coincidiría también con el ascenso de artistas rivales como Francesco Borromini o Carlo Rainaldi.
En estos años realizaría una de sus obras cumbres, el éxtasis de Santa Teresa. También realizaría la famosa Fuente de los Cuatro Ríos, en la Plaza Navona de Roma, y la escultura La Verdad, actualmente en la Galería Borghese.

###### Alejandro VII

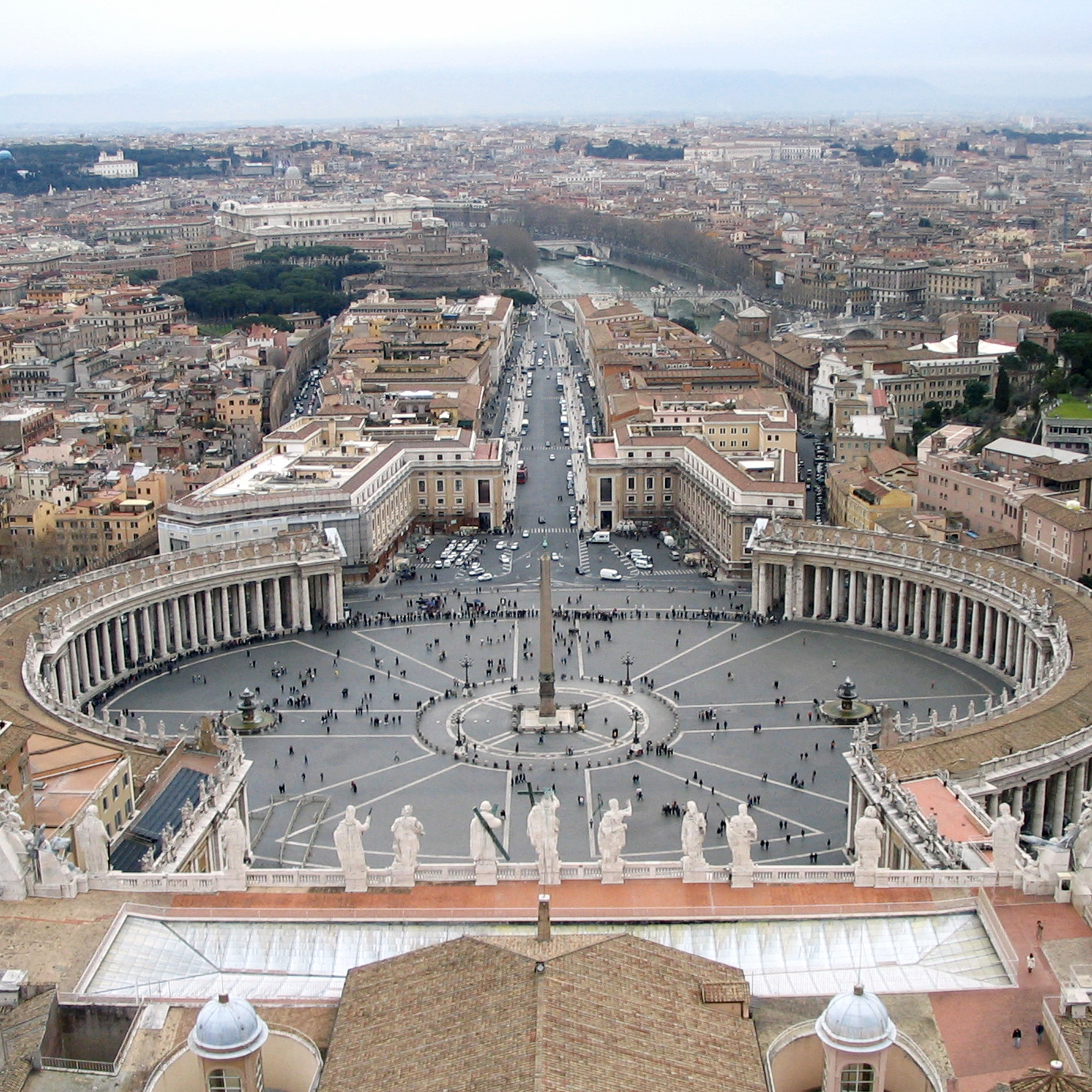
Plaza de San Pedro

Con la elección de Fabio Chigi como Alejandro VII en 1655, vuelve a haber un papa humanista, que como Maffeo Barberini 30 años antes se rodea de arquitectos para la ejecución de ambiciosos proyetos urbanísticos, como la reordenación de la Piazza del Popolo.
En San Pedro termina la decoración interior con la espectacular Cátedra de San Pedro, situada en el fondo del ábside, un relicario que contiene la cátedra paleocristiana. Sostenida por estatuas de los Padres de la Iglesia, como símbolo de la sabiduría y de la autoridad papal. La paloma de la paz simboliza la iluminación divina.
Al exterior construye una columnata elíptica, espacio dedicado a ceremonias religiosas públicas, que representa el abrazo de la iglesia a todo el pueblo. Las obras de San Pedro culminaron con la Scala Regia, la entrada oficial al palacio apostólico, utilizando una columnata que, flanqueando la escalinata, corrige la irregularidad del muro.
Para la familia Chigi construye dos iglesias: la colegiata de Ariccia y la de Castel Gandolfo. También edificó la Iglesia de Sant'Andrea en el Quirinal, encargada por Camilo Pamphili, una iglesia pequeña de planta elíptica con la entrada en el eje menor y un óculo en el centro.

##### Barroco siciliano
En Sicilia el estilo barroco siciliano tomó vuelo durante la gran reconstrucción edilicia que siguió al terremoto de 1693. Previamente el barroco había sido usado en la isla en una forma ingenua y de alcance local, que había evolucionado a partir de la arquitectura híbrida nativa más que de los grandes arquitectos barrocos de Roma. Después del terremoto los arquitectos locales, muchos de ellos formados en Roma, tuvieron múltiples oportunidades de recrear la arquitectura barroca más sofisticada, que había ganado popularidad en la Italia continental. El trabajo de estos arquitectos locales - y el nuevo género de grabado arquitectónico que ellos iniciaron - inspiró a otros diseñadores locales para seguir el ejemplo. Alrededor de 1730, los arquitectos sicilianos habían desarrollado confianza en el uso del estilo barroco. Su particular interpretación los llevó paulatinamente a generar una forma de arte altamente localista y personalizada. De 1780 en adelante, el estilo fue gradualmente reemplazado por la nueva moda del neoclasicismo.
El estilo decorativo del barroco siciliano duró apenas cincuenta años, y reflejó perfectamente el orden social de la isla en una época en que - dominada nominalmente por la monarquía hispánica - fue gobernada de hecho por una aristocracia isleña hedonista y extravagante. La arquitectura barroca ha dado a la isla un carácter arquitectónico que permanece en el siglo XXI.

### Arquitectura gótica

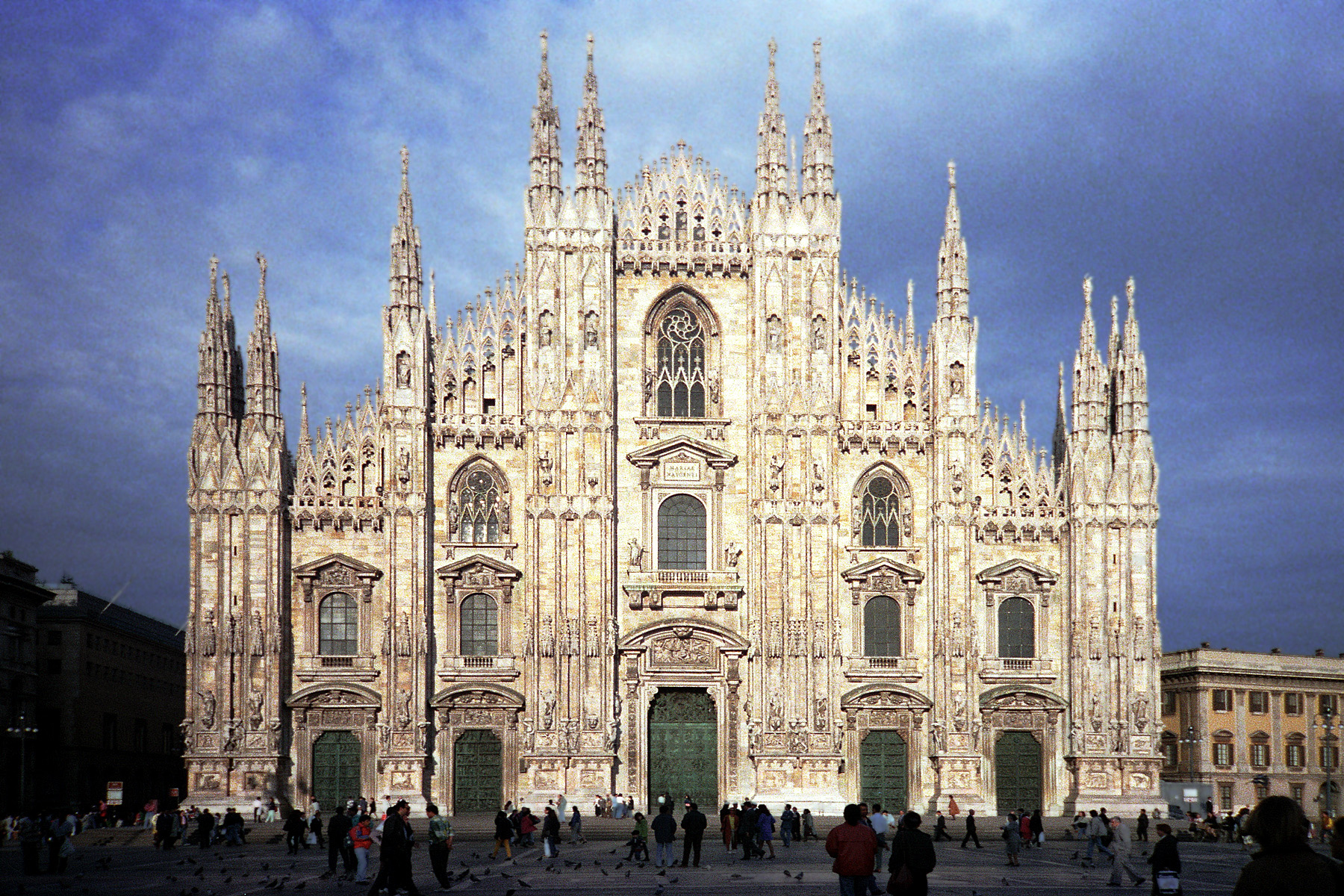
Vista frontal de la Catedral de Milán.

La principal obra de arquitectura gótica en Italia es el Duomo di Milano, uno de los edificios más famosos de Europa. Es una catedral (Duomo) gótica particularmente grande y emplazada en el cuadro principal del centro de la ciudad de Milán. El Duomo de Milán es la segunda catedral católica más grande del mundo: únicamente la catedral de Sevilla es mayor (igual que la basílica de San Pedro en Roma, que no es catedral). Tiene 157 metros de largo y puede albergar 40.000 personas dentro. Las ventanas mayores del coro tiene la reputación de ser las mayores del mundo.

## La literatura
La literatura italiana es la producción literaria que se ha desarrollado en idioma italiano y en otros idiomas y dialectos autóctonos de Italia. 
Después del florecimiento, en el siglo XIII, de la Escuela poética siciliana y del Dolce Stil Novo toscano, el italiano llegó a su primera madurez gracias a las grandes creaciones literarias de los escritores del siglo XIV (Dante Alighieri, Francesco Petrarca y Giovanni Boccaccio), comenzando a difundirse por toda Italia y el resto de Europa. En el siglo XV y sobre todo en el XVI, con la internacionalización del Renacimiento, la literatura y el idioma italianos se propagaron más rápidamente todavía que en el período anterior en todo el mundo occidental. En aquella época el idioma italiano (denominación que había terminado por prevalecer, durante el siglo XVI, sobre la de  toscano) había dejado de identificarse plenamente con el vulgar florentino y, gracias al alto nivel de su literatura, se había ido imponiendo como una de las grandes lenguas de cultura en la Europa del tiempo. 
En la segunda mitad del siglo XVI, el italiano, que en su país de origen ya dominaba en el campo literario, se convirtió también en el idioma de la enseñanza y de la comunicación escrita. Antes de que Italia se constituyera en Estado nacional, el italiano era ya el único idioma administrativo y de cultura con difusión nacional y monopolizaba la comunicación pública y literaria, a pesar de seguir teniendo un carácter elitista, puesto que solo una pequeña minoría de italianos lo hablaba, es decir, solo la parte instruida de la población.

### Dante y La Divina Comedia

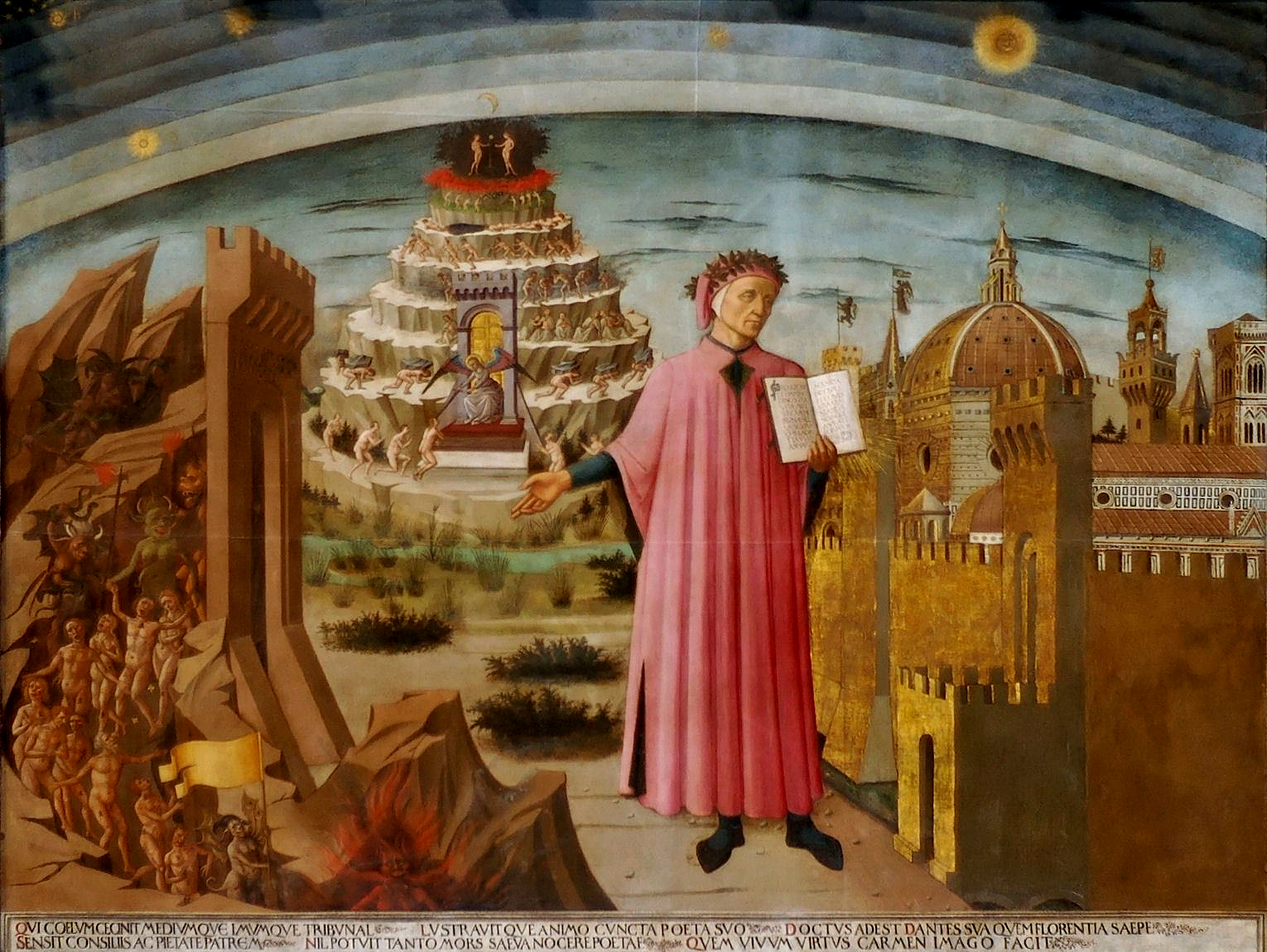
Fresco de Domenico di Michelino (1465), de la cúpula de la iglesia de Santa María del Fiore, en Florencia.

Dante está considerado el más grande poeta italiano de la Historia, y en él aparecen reflejadas las mismas tendencias poéticas del resto de escritores del dolce stil nuovo. En su libro La Vita Nuova (escrito en 1231 y cuyo título hace referencia a que su primer encuentro con Beatriz fue el comienzo de una nueva vida) aparece ya perfectamente reflejada su idealización del amor. El poema no tiene nada de terrenal o humano, y en él se aprecia que el poeta tiene permanentemente fijos los ojos en el cielo mientras canta a su dama. Todo es sensual, aéreo, celestial, y la Beatriz real se difumina gradualmente hasta devenir simbólica, surgiendo entonces la divinidad desde su naturaleza humana. 
Varias de las canciones de su Canzoniere tratan también el tema de la nueva vida. Sin embargo, no todos los poemas de amor se refieren a Beatriz, algunos son de índole filosófica y sirven de puente hacia su Convito.
La obra que hizo inmortal a Dante y le elevó sobre todos los demás genios italianos fue La Divina Comedia, en la cual se relatan los viajes del poeta por las tres esferas de la muerte: el Infierno, el Purgatorio y el Paraíso, viajes en los cuales el poeta latino Virgilio y Beatriz le acompañan. Bajo el significado literal de esta obra épica se esconde una alegoría: Dante, en su viaje a través del Infierno, Purgatorio y Paraíso, simboliza la mente humana en busca de la felicidad, tanto la terrena como la eterna. El bosque en el que el poeta se pierde simboliza la confusión social, tanto civil como religiosa, que se produce cuando la sociedad se encuentra privada de sus dos guías, el emperador y el papa. La montaña iluminada por el sol representa la monarquía universal. Las tres bestias son los tres vicios y los tres poderes que más obstaculizan las intenciones de Dante: la envidia es Florencia, superficial, voluble y dividida entre Blancos y Negros; el orgullo es la casa de Francia; la avaricia es la corte papal. Virgilio, al contrario, representa a la razón y al imperio. Beatriz es el símbolo de la ayuda sobrenatural sin la cual el hombre no puede obtener su fin supremo, que es Dios.
El mérito del poema no radica en este significado alegórico, propio de la literatura medieval. Lo que es realmente novedoso es la destreza individual del poeta, el arte clásico transmitido por primera vez en forma romance. Si bien describe la naturaleza, analiza las pasiones, maldice los vicios y canta a las virtudes, lo más notable es la grandeza y delicadeza de su arte. Dante toma los materiales para su poema de la teología, la filosofía, la historia y la mitología, pero sobre todo de sus propias pasiones, de amor y del odio. Gracias a la pluma del poeta, los muertos vuelven a la vida, se hacen de nuevo hombres y hablan en la lengua de su tiempo de las pasiones que vivieron. Farinata degli Uberti, Bonifacio VIII, el conde Ugolino, Manfredo, Sordello, Hugo Capeto, santo Tomás de Aquino, Cacciaguida, san Benito y san Pedro, aparecen todos como creación objetiva; se nos aparecen con toda la viveza de sus caracteres, sus sentimientos y sus hábitos.
El verdadero crítico del pecado y ensalzador de la virtud es el mismo Dante. El interés personal con el que se empeña en la representación histórica de los tres mundos es lo que más nos interesa y lo que más nos incita. Dante reescribe la Historia bajo sus propias pasiones, y así, la Divina Comedia no es sólo una representación de las ideas y sentimientos contemporáneos, sino también un reflejo claro y espontáneo de los pensamientos individuales del poeta, desde la indignación que le produjo su exilio hasta la fe del creyente y el ardor del filósofo. La Divina Comedia definió el destino de la literatura italiana, dando lustre artístico a todas las formas literarias que la Edad Media había producido. Dante, para algunos académicos, es el comienzo del Renacimiento.

### Petrarca, la poesía del amor

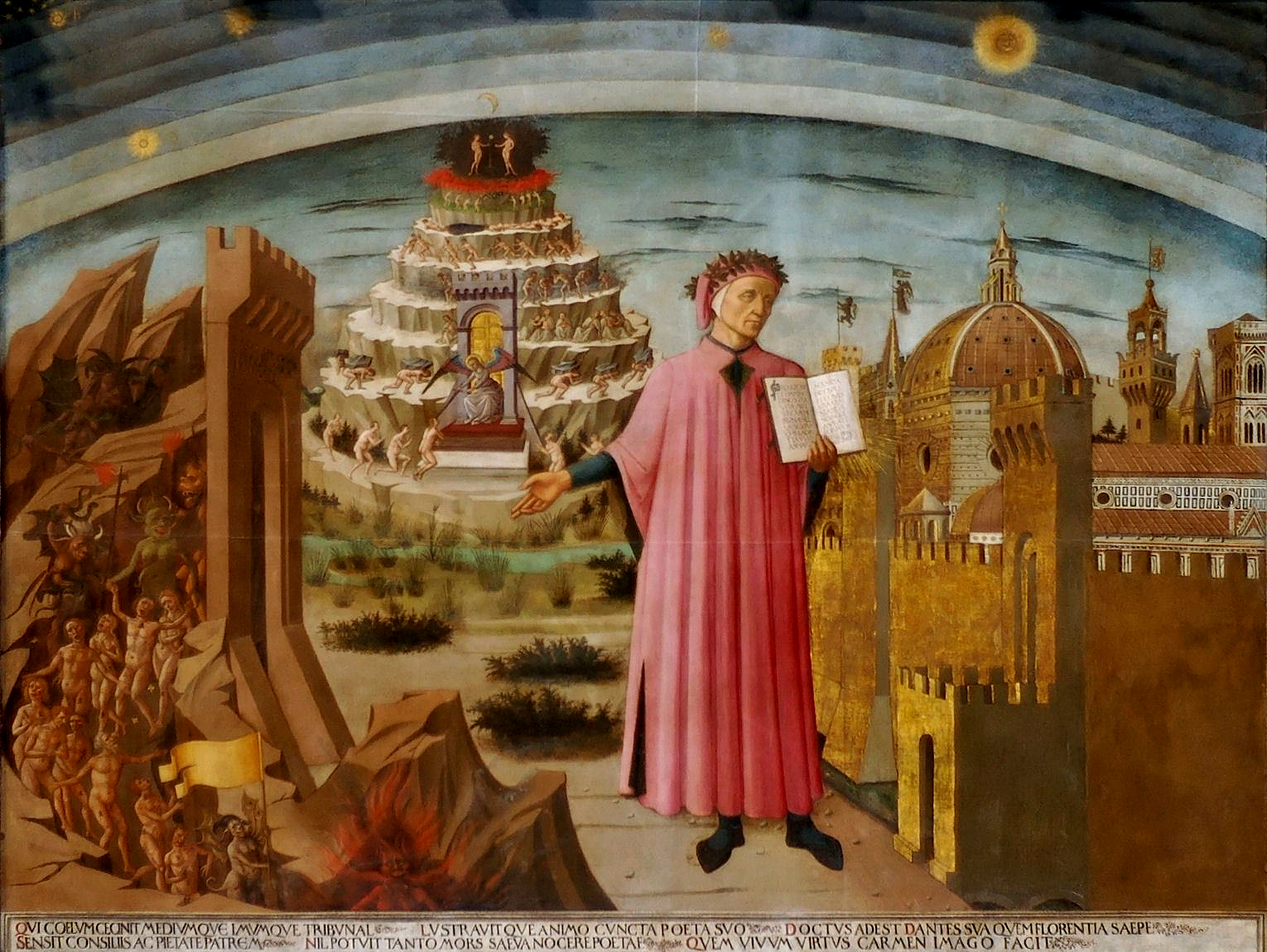
Francesco Petrarca.

Dos son las características principales de la actividad literaria de Petrarca: su interés por los clásicos y la novedad de los sentimientos humanos que se reflejan en su poesía. Y son, además, aspectos indisolublemente unidos, pues el primero es el origen del segundo. El Petrarca que desentierra las obras de los grandes escritores latinos nos permite comprender al Petrarca enamorado de una mujer real – Laura – a la que canta tanto en vida como tras su muerte con poemas llenos de una estudiada elegancia. Petrarca fue el primer humanista y al mismo tiempo el primer poeta lírico moderno. Su carrera fue larga y tempestuosa: vivió muchos años en Aviñón, maldiciendo la corrupción de la corte papal; viajó también por casi toda Europa; mantuvo correspondencia con emperadores y papas, y era considerado el escritor más importante de su tiempo.
Sus Canzoniere están divididas en tres partes: la primera contiene los poemas escritos en vida de Laura, la segunda los poemas escritos tras su muerte y la tercera los Trionfi. El único y exclusivo tema de estos poemas es el amor, pero su tratamiento está lleno de variaciones en el concepto, la imaginería y los sentimientos, surgidos de variadas inspiraciones de la naturaleza. La lírica de Petrarca es totalmente diferente, no sólo de la de los trovadores provenzales y de la de los poetas italianos anteriores a él, sino también de la poesía de Dante. Petrarca es un poeta psicológico, que estudia todos sus sentimientos y los muestra con exquisita dulzura. La poesía de Petrarca no es trascendental como la de Dante, sino que se mantiene enteramente dentro de los límites humanos. La segunda parte de sus Canzoniere es la más apasionada y los Trionfi la peor, pues en estos últimos Petrarca intenta imitar la Divina Comedia, pero no lo consigue. En el Canzoniere se incluyen también algunos poemas políticos, uno de ellos supuestamente dirigido a Cola di Rienzi y varios sonetos contra la corte de Aviñón. Son interesantes por el vigor del sentimiento, y también por mostrar que, comparado con Dante, Petrarca tiene una conciencia más amplia de Italia. La Italia que el imagina es diferente de cualquier concepción que de ella se tuviera en la Edad Media, y en esto es también precursor de las aspiraciones y de los tiempos modernos. Petrarca no tuvo una ideología política firme: exaltaba a Cola di Rienzi, invocaba al emperador Carlos IV y apoyaba a los Visconti; de hecho, su política se dejaba llevar más por las impresiones que por los principios. Por encima de todo ello situaba su amor por Italia, que en su mente el la imagina como su querida y antigua Roma, la gran ciudad de sus héroes Cicerón y Escipión.

## La gastronomía

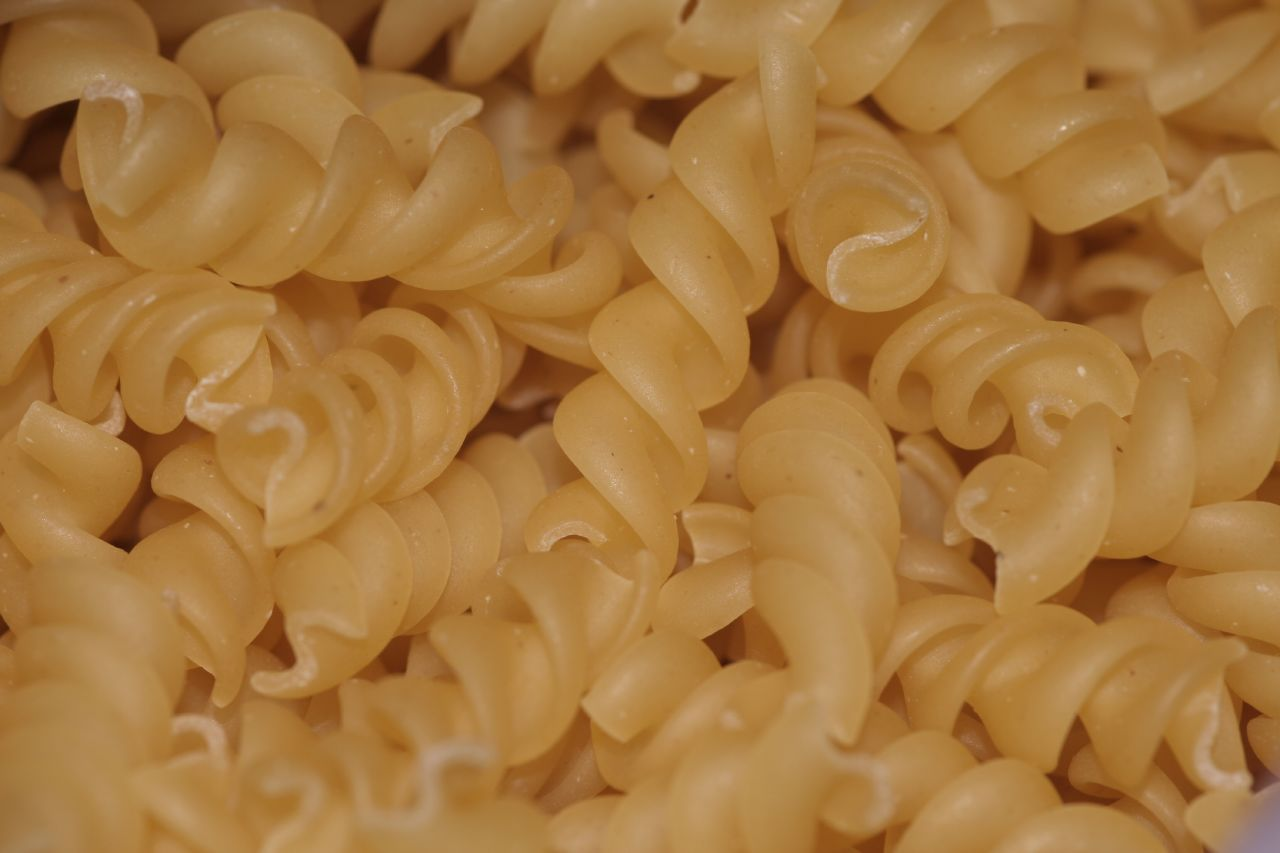
Fusilli: un tipo de pasta muy común en la cocina italiana.

La gastronomía de Italia es extremadamente variada: el país fue unificado en el año 1861, y sus cocinas reflejan la variedad cultural de sus regiones así como la diversidad de su historia.
La cocina italiana se ha desarrollado a través de siglos de cambios sociales y políticos, que tiene sus raíces en la antigua Roma.
Alcachofas, guisantes, lechuga, perejil, melones y manzanas, así como el vino y el queso, muchos tipos de carnes y granos ya estaban utilizados por los antiguos romanos. Se produjeron cambios significativos con el descubrimiento del Nuevo Mundo y la introducción de patatas, tomates, pimientos y maíz ahora centrales para la cocina, pero no introducidos en cantidad hasta el siglo XVIII.
La cocina italiana está incluida dentro de la denominada gastronomías mediterráneas y es imitada, así como practicada en todo el mundo.
Así mismo, Italia es el máximo exportador y productor a nivel mundial de vino, con exportaciones de más de 2,38 millones de toneladas en 2011. A partir de 2005, Italia produjo aproximadamente una quinta parte de vino del mundo.
Café, más específicamente espresso y cappuccino son también bebidas icónicas de los italianos famosas en el mundo.
El país también es famoso por su helado a menudo conocido como gelato italiano en el extranjero.

## El idioma
El italiano es una lengua romance perteneciente al grupo italorromance. Existen un gran número de idiomas regionales (los del norte y el sardo pertenecen a ramas autónomas del árbol de las lenguas romances) y de dialectos del italiano (que se hablan en las regiones centrales).
El italiano moderno es, como toda lengua nacional, un dialecto que ha conseguido imponerse como lengua propia de una región mucho más vasta que su región dialectal. En este caso se trata del dialecto toscano de Florencia, Pisa y Siena que, a partir del siglo XVI, se ha impuesto no por razones políticas como suele ocurrir, sino debido al prestigio cultural que llevaba consigo al ser el idioma en el que se escribió La Divina Comedia, que se considera la primera obra literaria escrita en la "lingua moderna". El toscano es en efecto la lengua en la que escribieron Dante Alighieri, Petrarca y Boccaccio, considerados los tres grandes escritores del Prerrenacimiento italiano.
El italiano se habla esencialmente en Italia, donde es lengua nacional, pero también en dos cantones del sur de Suiza donde es igualmente reconocido como lengua oficial. Por otra parte, existen comunidades italófonas en Inglaterra, Bélgica, la ex Yugoslavia, Francia (Córcega y Niza), Mónaco, Malta, Argentina (1,5 millones), Uruguay, Brasil, Venezuela, Chile, Estados Unidos (1 millón de hablantes en las grandes ciudades), Canadá, Australia, y en las excolonias italianas de África: Etiopía, Eritrea, Somalia y Libia.

## El cine
La historia del cine italiano comenzó apenas algunos años después de que los hermanos, Auguste y  Louis Lumière hubieran descubierto el medio, cuando el  papa León XIII fue filmado por algunos segundos mientras bendecía la cámara fotográfica.
Durante la época del cine mudo, en Italia se produjo un elevado número de películas. Se ha calculado que hasta 1930 se realizaron 9.816 películas de variada duración, de las que han sobrevivido unas 1.500. Para hacerse una idea de la importancia de esta cifra, basta comparar con los que se produjeron entre 1930 y 1943 (740) o entre 1945 y 1959 (1.518).
Durante la época del cine mudo, uno de los géneros que alcanzó mayor importancia en el cine italiano es el que más tarde se conocería como Kolossal o peplum, esto es, cine de aventuras ambientado en la época clásica, caracterizado por sus elaborados escenarios y sus escenas de masas, generalmente adaptado de famosas obras literarias. Giovanni Pastrone (1883-1959), Enrico Guazzoni (1876-1949) y Mario Caserini (1874-1920) son algunos de los realizadores que más brillaron en este género, que dio al cine italiano su primera época de esplendor. La película Los últimos días de Pompeya (Gli ultimi giorni di Pompei, Luigi Maggi, 1908), producido por la Ambrosio, inició el género del cine monumental italiano. Pronto siguieron otros filmes, como La caída de Troya (La caduta di Troia, Luigi Romano Borgnetto y Giovanni Pastrone, 1910), Quo Vadis? (Enrico Guazzoni, 1913) y una nueva versión de Los últimos días de Pompeya (Gli ultimi giorni di Pompeii, Mario Caserini, 1913). En la época anterior a la Primera Guerra Mundial, el cine histórico italiano se hizo famoso en todo el mundo.
La obra culminante de este período del cine italiano es Cabiria (Giovanni Pastrone, 1914), ambientada en la segunda guerra púnica.
En el convulso período de la historia italiana correspondiente a los últimos años de la Segunda Guerra Mundial y la inmediata posguerra, surgió en el cine italiano un nuevo movimiento denominado neorrealismo, esto es, "nuevo realismo". El cine neorrealista se centra temáticamente en la vida cotidiana de personajes pertenecientes a la clase trabajadora, con una clara intención crítica. Más que en historias individuales, pone el foco de atención en los problemas de la colectividad. Recurre con frecuencia a actores no profesionales para los papeles secundarios, y a veces también (como por ejemplo en Ladrón de bicicletas de De Sica) para los protagonistas. Las películas neorrealistas se ruedan a menudo en exteriores.
Entre los más destacados cineastas neorrealistas cabe citar a los directores Federico Fellini, Roberto Rossellini, Luchino Visconti, Vittorio De Sica, Pier Paolo Pasolini, Giuseppe De Santis, Pietro Germi, Alberto Lattuada, Renato Castellani, Luigi Zampa y a los guionistas Cesare Zavattini y Suso Cecchi d'Amico.

## Transportes Italianos

### Ferrari

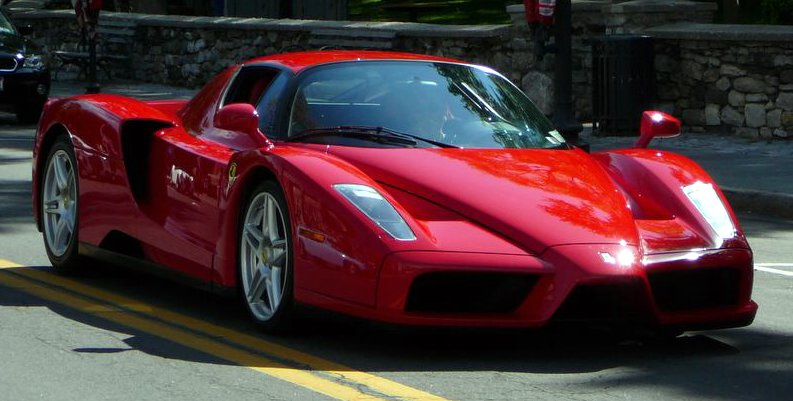
Ferrari Enzo

Ferrari es una compañía italiana, fabricante de automóviles de competición y deportivos de altas prestaciones, fundada por Enzo Ferrari en 1929. Originalmente, la Scuderia Ferrari patrocinaba a pilotos y automóviles de carrera. La compañía comenzó a producir automóviles en serie en el año 1946. Se convirtió en Ferrari S.p.A. cuando en los años 1970 el Grupo Fiat entró a formar parte del Consejo de Administración y se hizo accionista de la empresa. La compañía tiene su sede en Maranello, cerca de Módena, Italia.

### Lamborghini

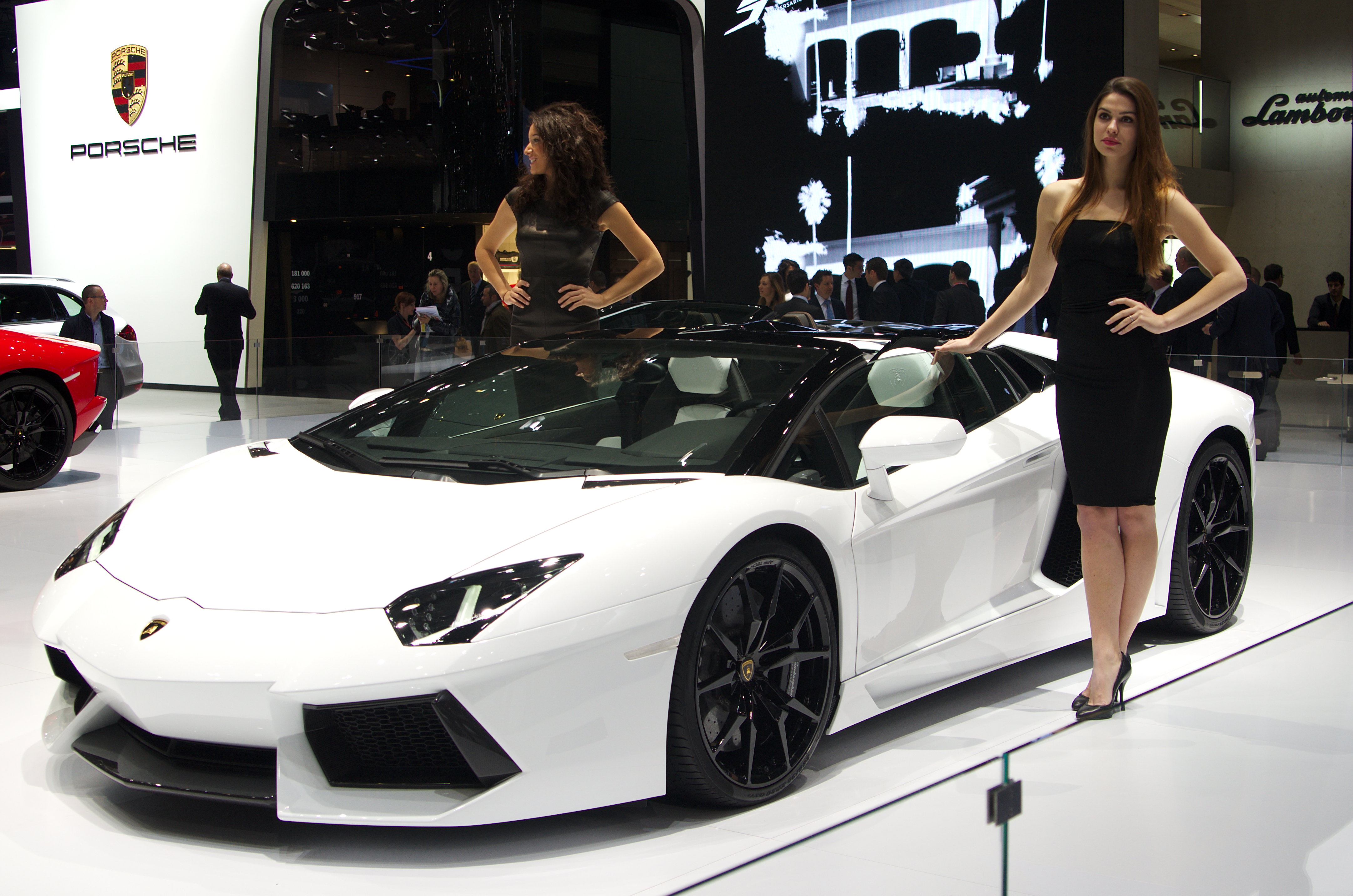

Automobili Lamborghini Holding S.p.A., comúnmente conocido como Lamborghini (pronunciado [lamboɾˈɡiːni] en italiano y [lamboɾˈɡini] en idioma español, usualmente [lamboɾˈʝini] en España), es un fabricante italiano de automóviles deportivos fundado en 1963 por el fabricante de tractores Ferruccio Lamborghini y que actualmente pertenece a la filial de Volkswagen, Audi. Algunos de los nombres de sus automóviles hacen referencia a nombres de toros bravos de lidia indultados (Murciélago), famosos o históricos (Diablo, Aventador), o simplemente palabras relacionadas con la tauromaquia (Miura, Espada, Urraco). Ferruccio se instaló en Sant'Agata Bolognese en Bolonia, a pocos kilómetros de Maranello, para rivalizar con su vecino Enzo Ferrari, a raíz de una discusión por la calidad de sus coches.
La empresa original se llamaba Automobili Ferruccio Lamborghini SpA, que derivaba a su vez de la Lamborghini Trattori S.A.

### Maserati

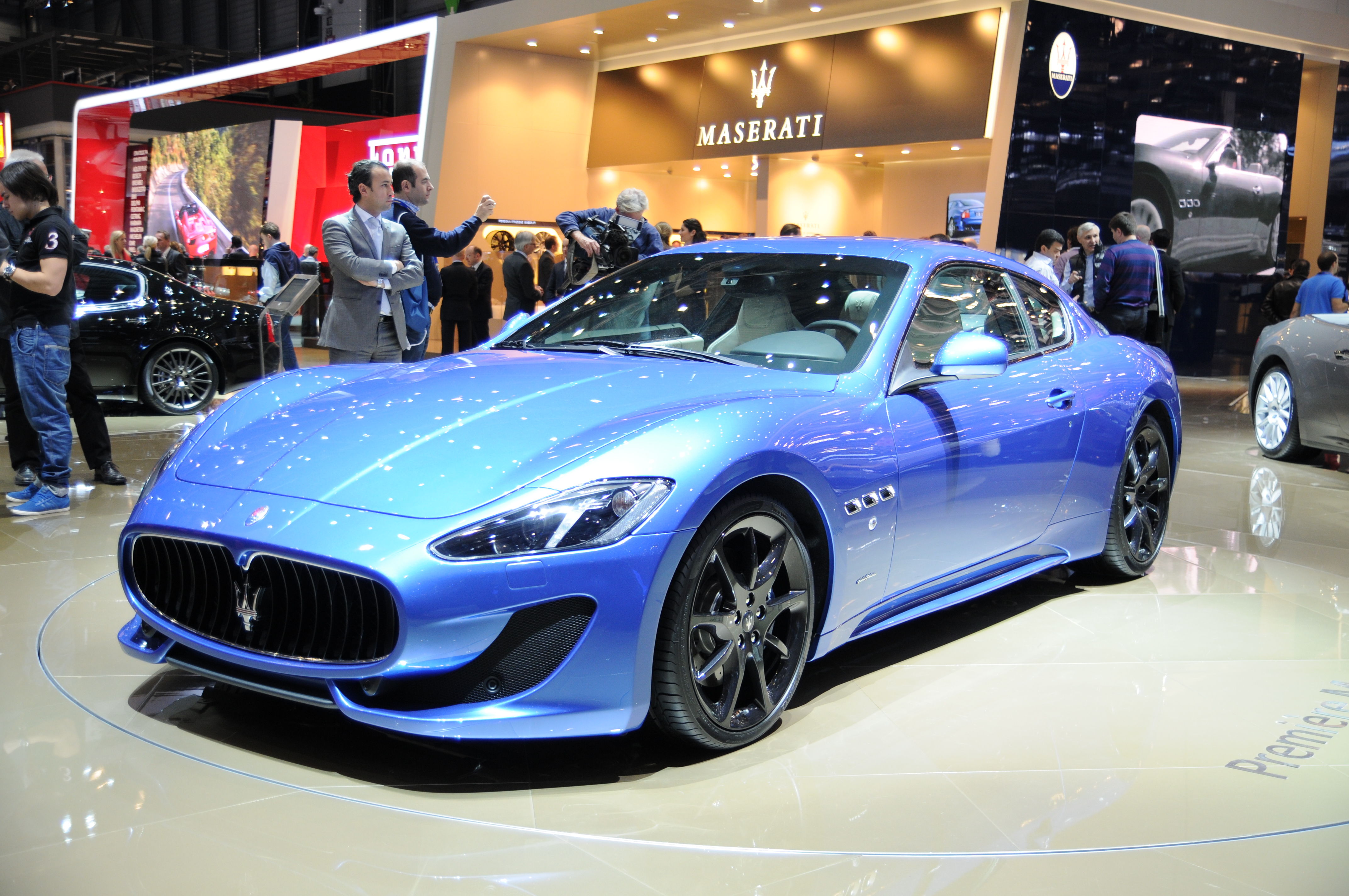
Maserati GranTurismo

Maserati S.p.A. es un fabricante italiano de automóviles deportivos de lujo perteneciente al grupo automovilístico Fiat S.p.A.
La marca italiana de automóviles deportivos Maserati fue fundada en Bolonia por Alfieri Maserati en 1914. El emblema de Maserati es el tridente, inspirado en la estatua de Neptuno que adorna la Piazza Maggiore de Bolonia.
Es de destacar el historial deportivo de la marca, con presencia y triunfos a nivel internacional durante las décadas de 1930, 1940 y 1950.

### Vespa

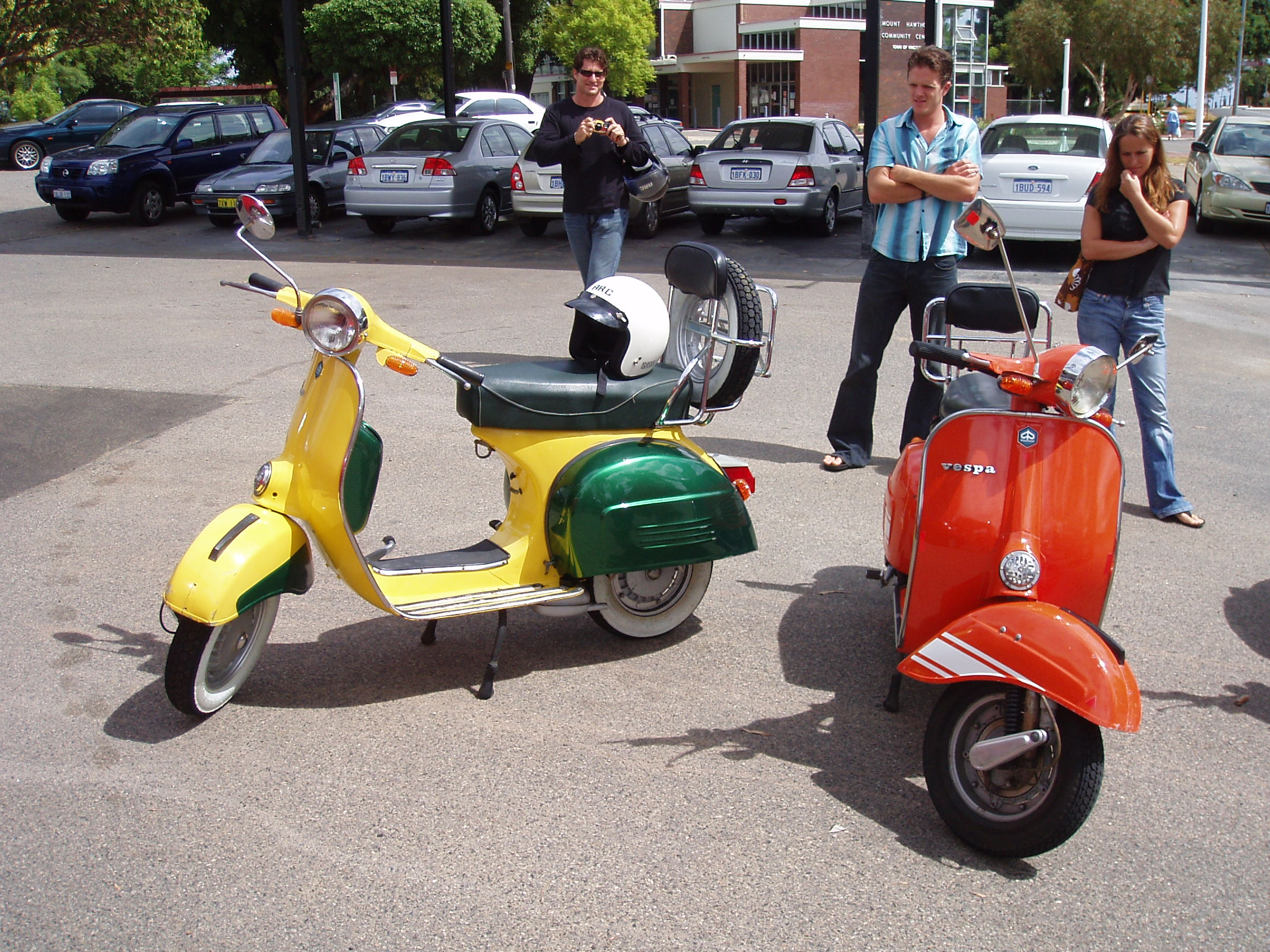
Vespas clásicas.

La Vespa es una línea de moto escúter manufacturadas por primera vez en Génova (Italia) en 1946 por Piaggio & Co, S.p.A.
La presentación de las primeras 15 motos Vespa tuvo lugar en abril de 1946 en el Club de Golf de Roma. Los padres de la nueva moto eran el empresario Enrico Piaggio y el ingeniero aeronáutico Corradino D'Ascanio. Al terminar la Segunda Guerra Mundial, Piaggio tuvo la visión de un medio de transporte cómodo, de fácil manejo y barato. Con un primer prototipo que no le gustó nada, recurrió a D'Ascanio. El ingeniero, al que le gustaban más los aviones que las motos, diseñó un vehículo de aspecto revolucionario para su época: puso el motor sobre la rueda posterior e ideó el brazo delantero pensando en el tren de aterrizaje de un avión. Cuando la leyenda que, cuando Piaggio la vio, exclamó: «Bello, sembra una vespa» (Bello, parece una avispa, en italiano), aludiendo a la forma del vehículo: parte trasera más gruesa conectada a la parte frontal por una cintura delgada, y el manillar como las antenas.
Piaggio continúa manufacturando hoy la Vespa, aunque la Vespa era un vehículo mucho más prevalente en los cincuenta y sesenta al ser la elegida por la cultura juvenil del Reino Unido conocida como Mods, y más tarde Skin heads. Las clásicas Vespas tenían chasis unicorporal prensado de láminas de acero, con carrocería cubriendo las piernas para protegerlas de la lluvia y el barro. El motor estaba cubierto completamente por un encapuchado de acero para proteger del calor. Piaggio revolucionó la industria de dos ruedas con la Vespa y produjo un modelo en el que prácticamente todos los demás escúteres se han basado desde entonces.